# Musée des Beaux-Arts de Rennes
Pour les articles homonymes, voir Musée des beaux-arts et MBAR.
Le musée des Beaux-Arts de Rennes (MBAR) est un musée d'art et d'archéologie français situé à Rennes (Ille-et-Vilaine, Bretagne).
Il a été constitué avec, pour fonds initial, les œuvres saisies lors des confiscations révolutionnaires effectuées en 1794 dans les édifices religieux et civils de la ville de Rennes. Il doit aussi une bonne part de ses richesses au cabinet de curiosités du marquis de Robien (1698-1756), président à mortier du Parlement de Bretagne, qui y avait rassemblé une importante collection d'œuvres et d'objets de toutes époques. Avec la collection du marquis de Livois à Angers, c'était alors l'une des grandes collections provinciales de peinture ancienne.
Le site est desservi par la ligne A du métro de Rennes à la station République et par la ligne B à la station Saint-Germain.

## Le bâtiment
L'actuel musée se situe dans l'ancien palais universitaire de Rennes, quai Émile-Zola.
Depuis le 1er février 2025, le musée dispose d'une annexe au pied d'un immeuble d'habitation surnommé « La Banane » dans le quartier de Maurepas. D'accès gratuit, ce musée Maurepas propose sur 400 m2 deux expositions par an,.

## Les collections
Le musée des Beaux-Arts de Rennes a une vocation encyclopédique, puisque ses collections couvrent aussi bien les peintures et sculptures européennes du XIVe au XXe siècle, les objets d'art provenant d'Europe, mais aussi d'Afrique et d'Amérique, que les antiquités régionales, romaines, étrusques, grecques et égyptiennes.

### Archéologie

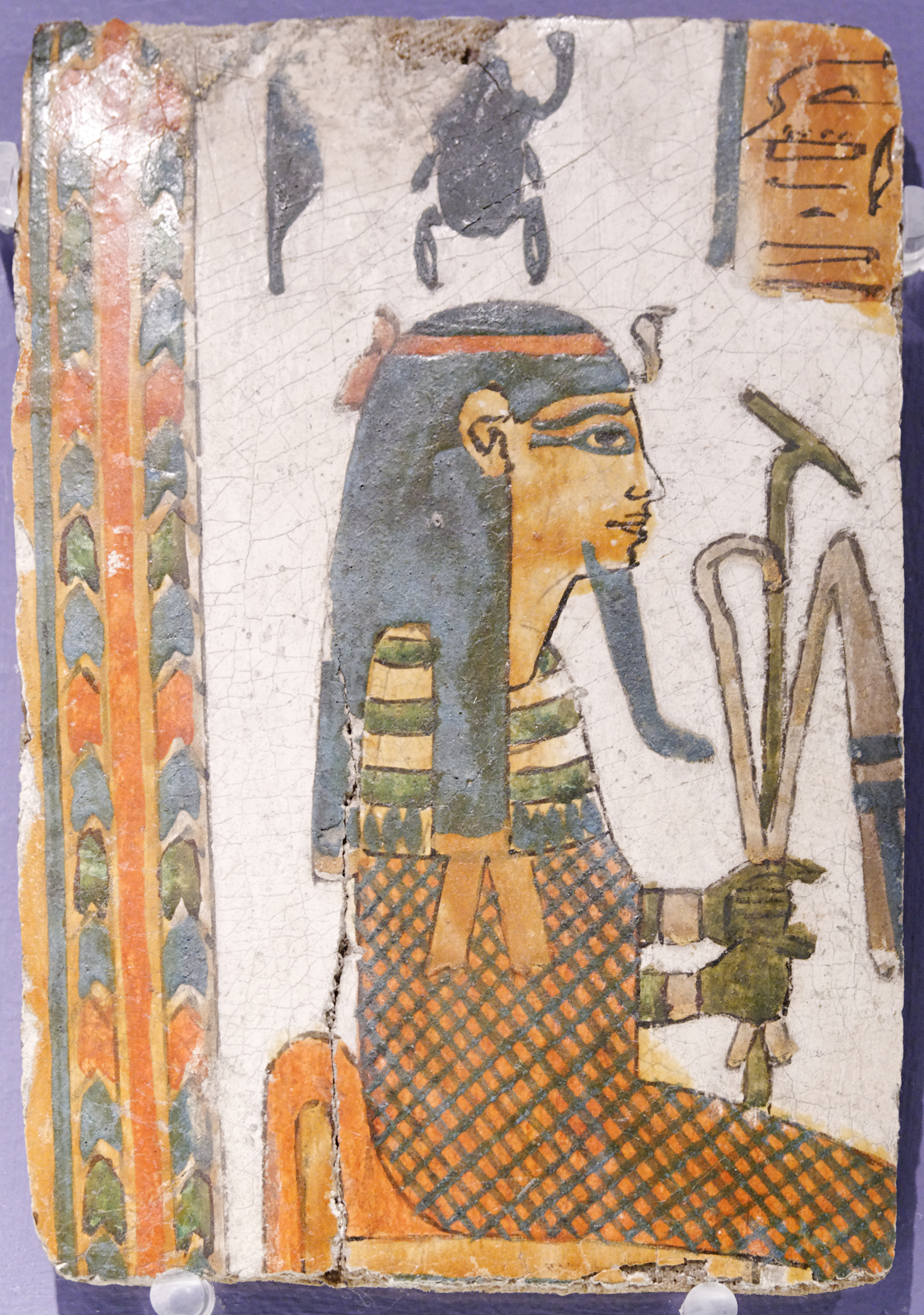
Fragment de cartonnage au nom de Djed-Amon, Égypte (Thèbes?), XXIIe ou XXIIIe dynastie.
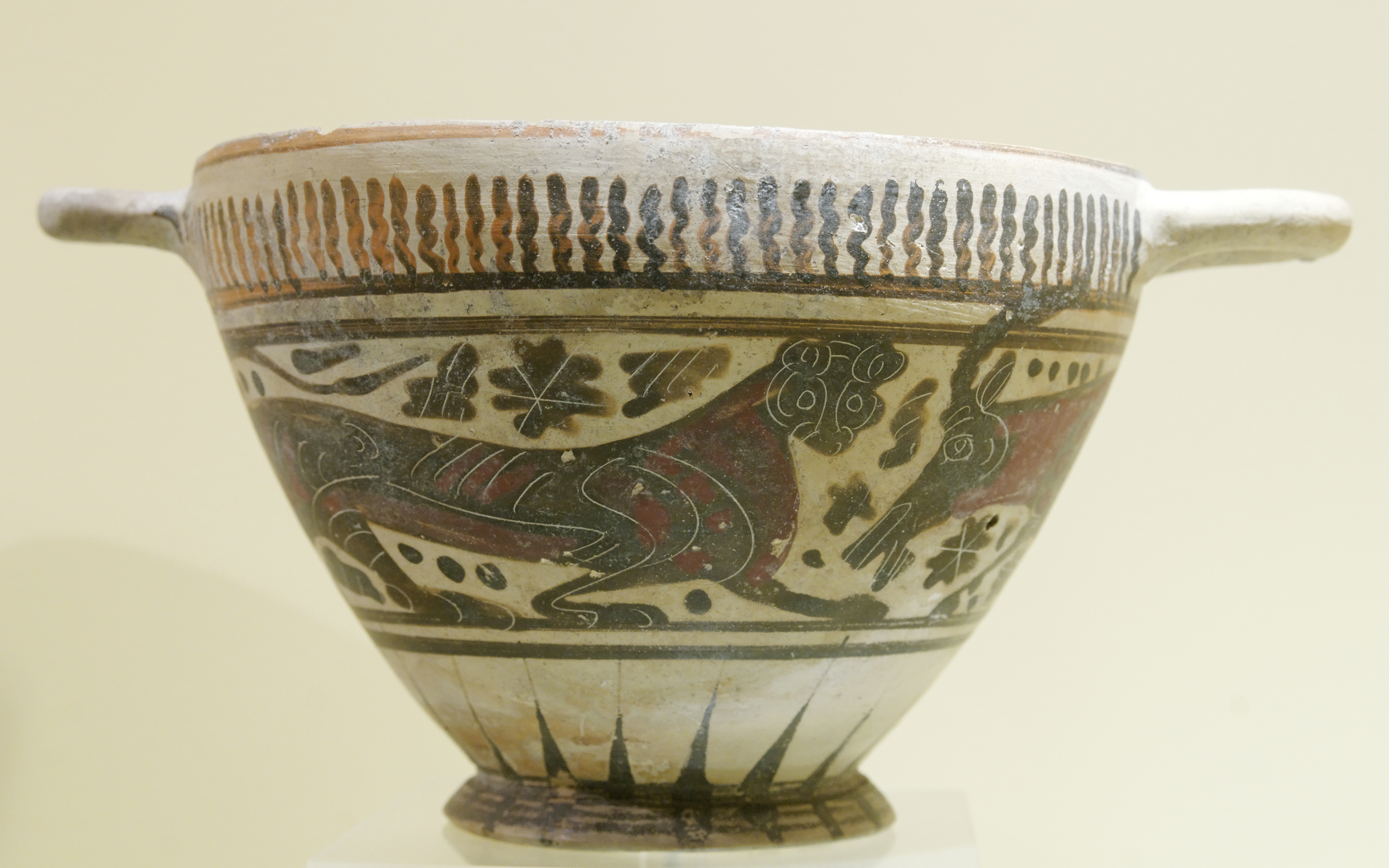
Skyphos ou cotyle, Corinthien moyen, vers -600-570 av. J.-C.
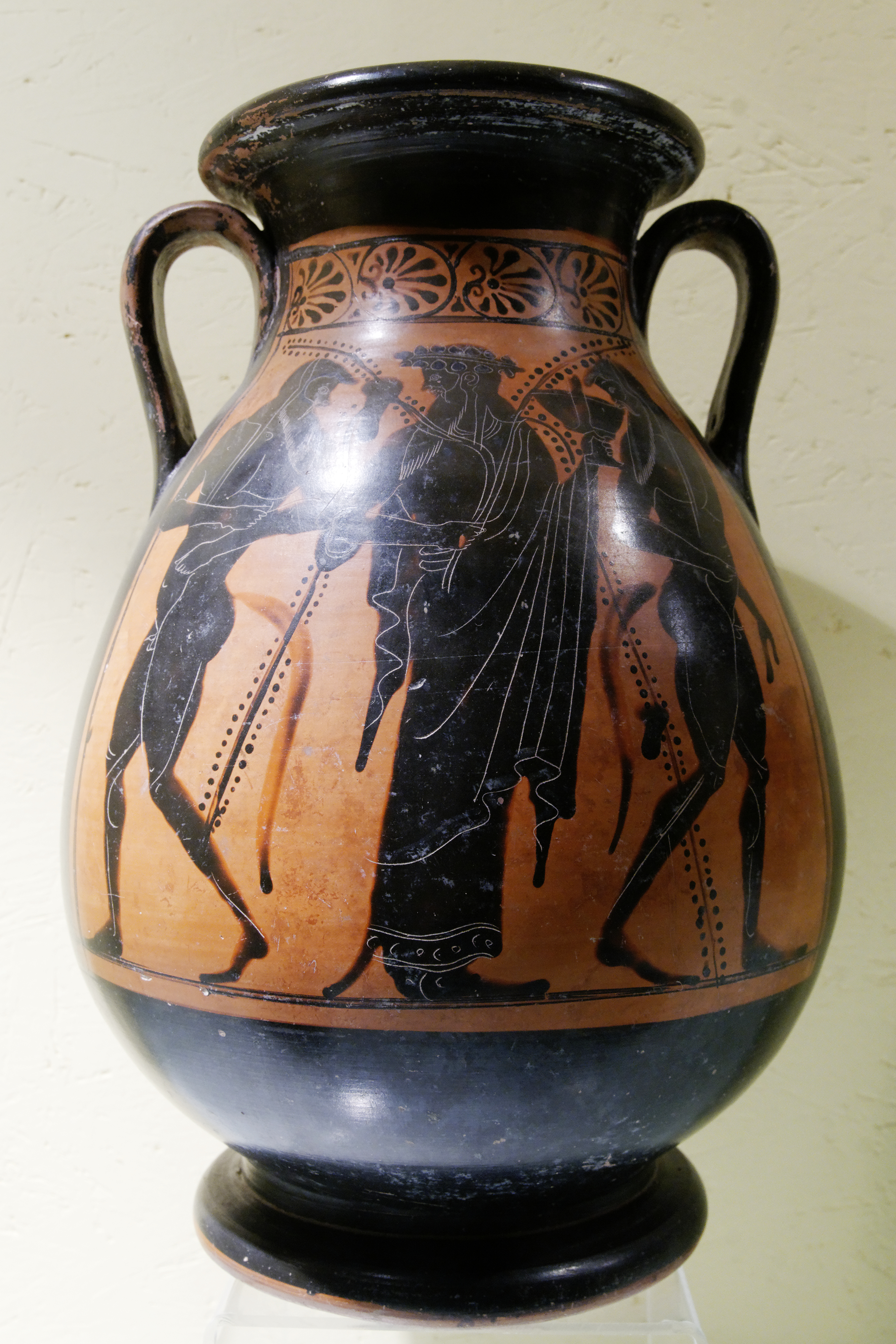
Dionysos entre deux satyres, face A d'une pélikè attique à figures noires, provenance : Rhodes, vers -510 av. J.-C.

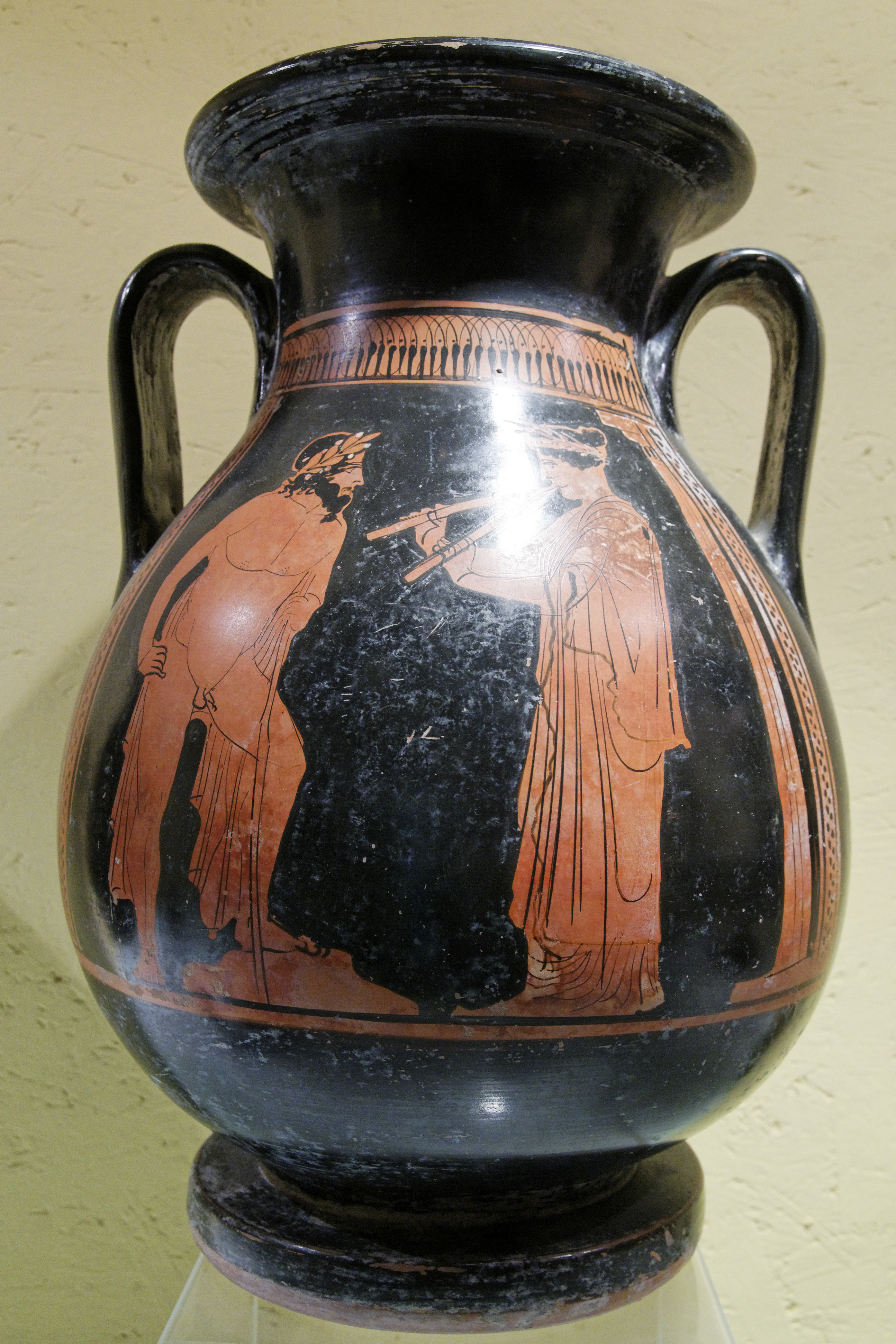
Comaste et joueuse d'aulos, face A d'une pélikè attique à figures rouges, provenance : Rhodes, vers -430 av. J.-C.
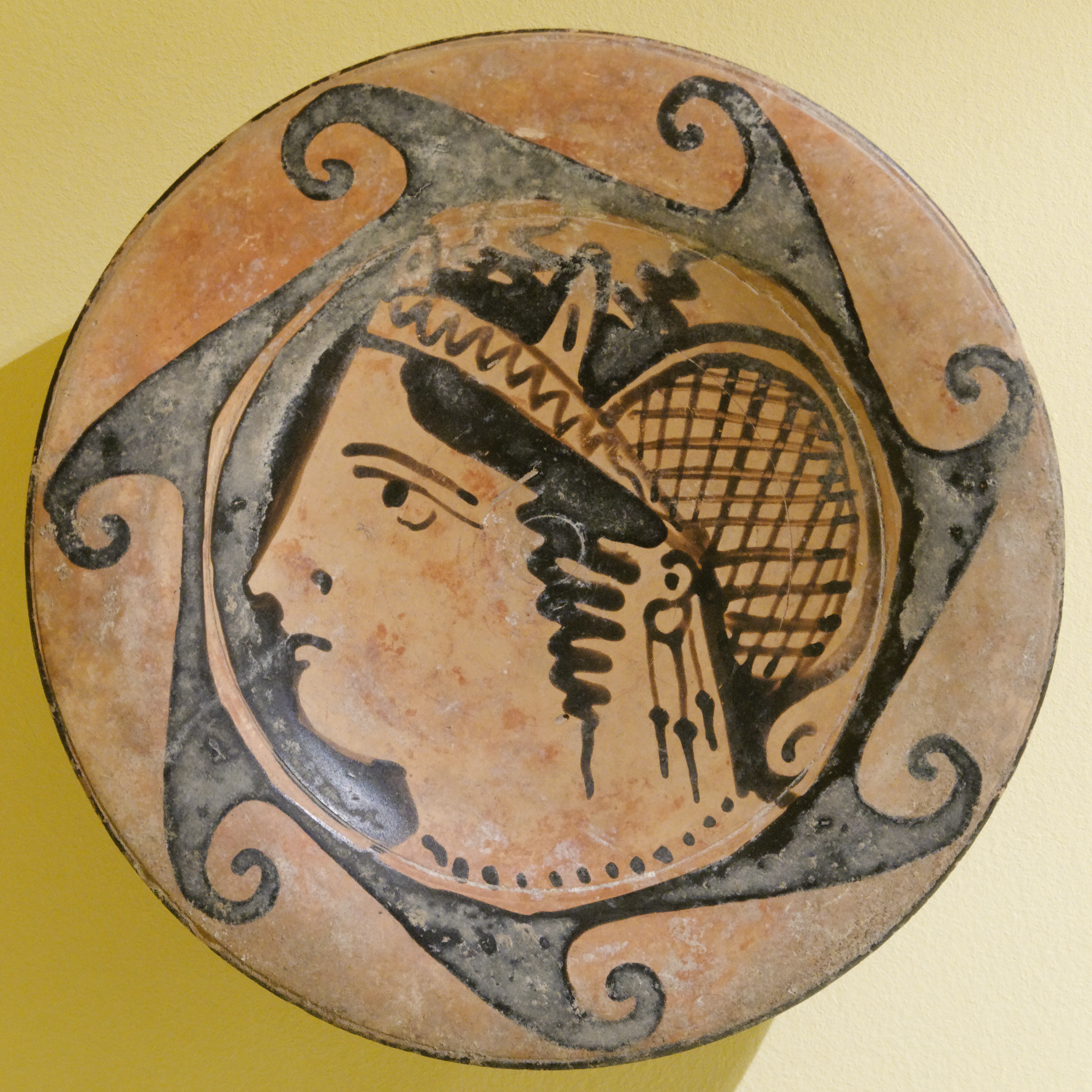
Tête de femme à gauche, médaillon d'une patère étrusque, 2e moitié du IVe siècle av. J.-C.
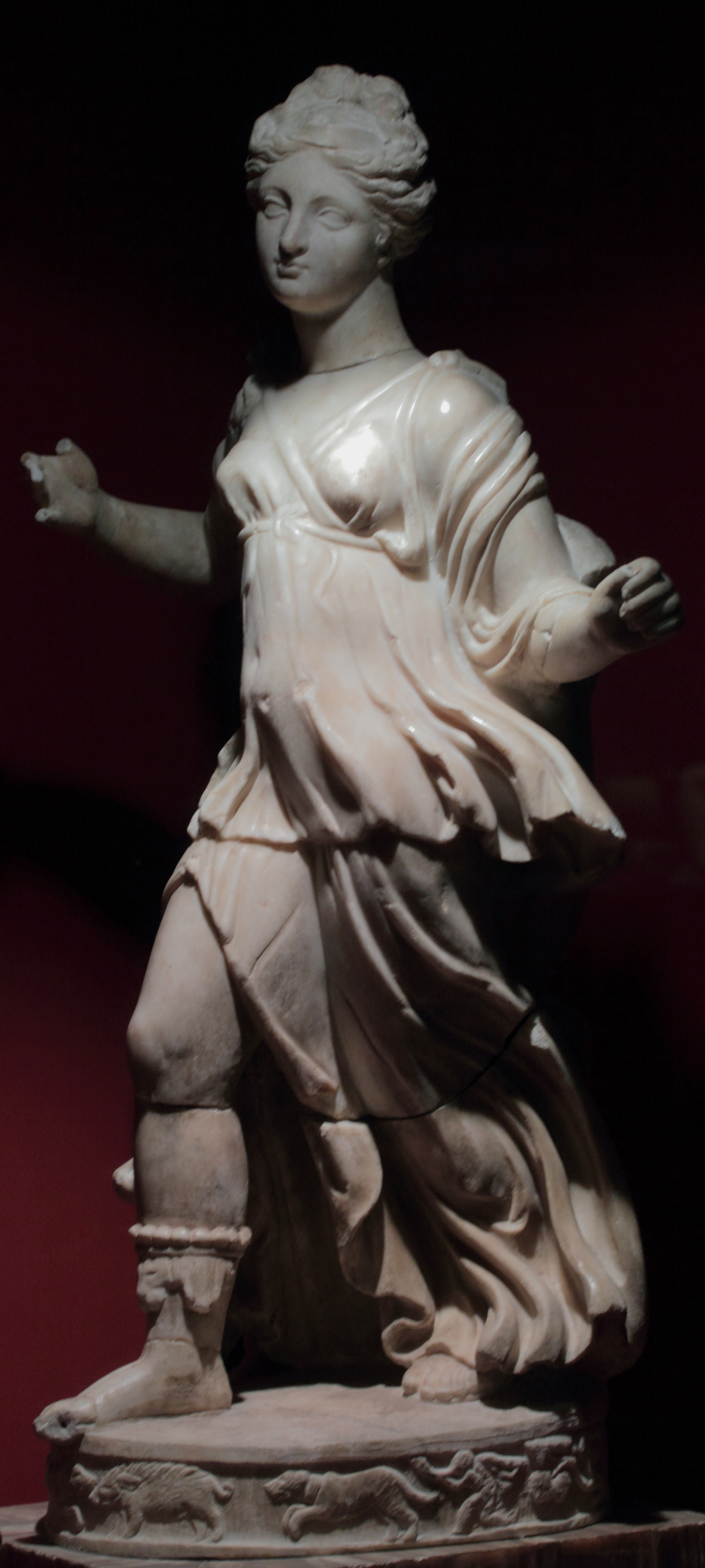
Statue de Diane chasseresse, marbre, Rome.

### Arts graphiques

#### Dessins
Plus que tous les autres secteurs de la collection, le cabinet des dessins doit beaucoup au président de Robien. Les 1 107 feuilles provenant de sa collection restent la partie la plus prestigieuse du fonds d'art graphique du musée. Filippo Lippi, Léonard de Vinci, Botticelli, Donatello, Domenico Ghirlandaio, Giovanni Bellini, Michel-Ange, Albrecht Dürer, Bernard van Orley, Lorenzo di Credi, Francesco di Stefano Pesellino, Le Sodoma, Le Corrège, Pontormo, Giulio Romano, Paris Bordone, Baccio Bandinelli, Parmigianino, Nicolo dell'Abbate, Alessandro Allori, Federico Barocci, Rubens, Pierre de Cortone, Andrea Sacchi, Simon Vouet, Pierre Puget, Rembrandt, Salvator Rosa, Antoine Watteau, Sebastiano Ricci, Pierre Bonnard, Maurice Denis, Édouard Vuillard, Pablo Picasso comptent parmi les artistes représentés entre les divers fonds. Le fonds Robien se répartit à parts sensiblement égales entre les écoles italienne, française et du Nord.

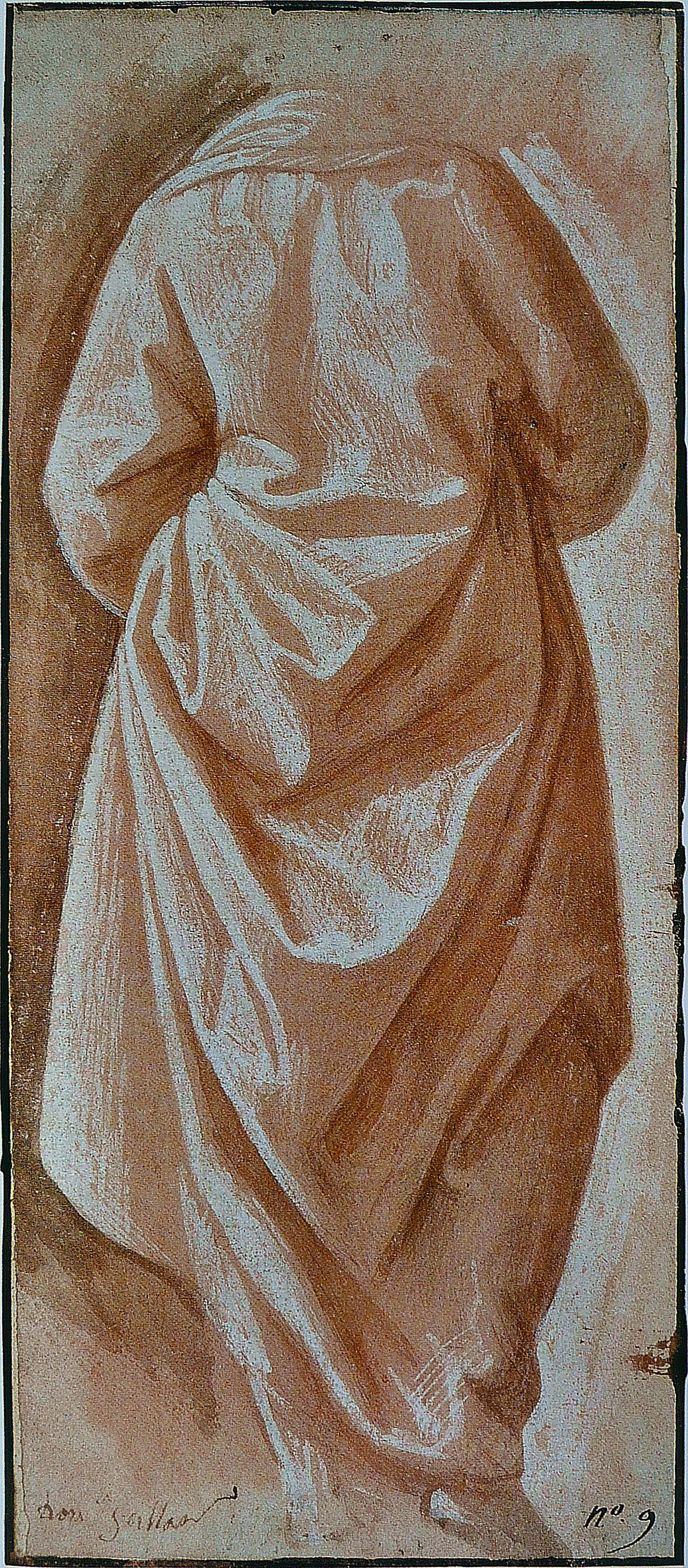
Domenico Ghirlandaio, Femme vue de dos, draperie, vers 1480.
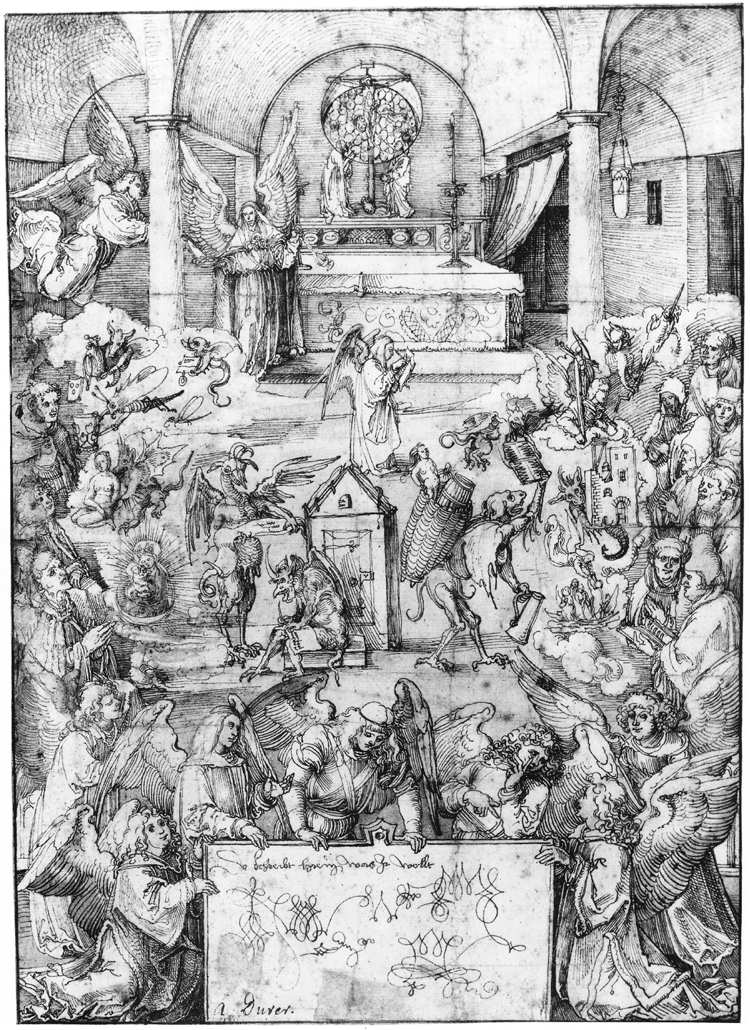
Albrecht Dürer, La Messe des anges, vers 1500.
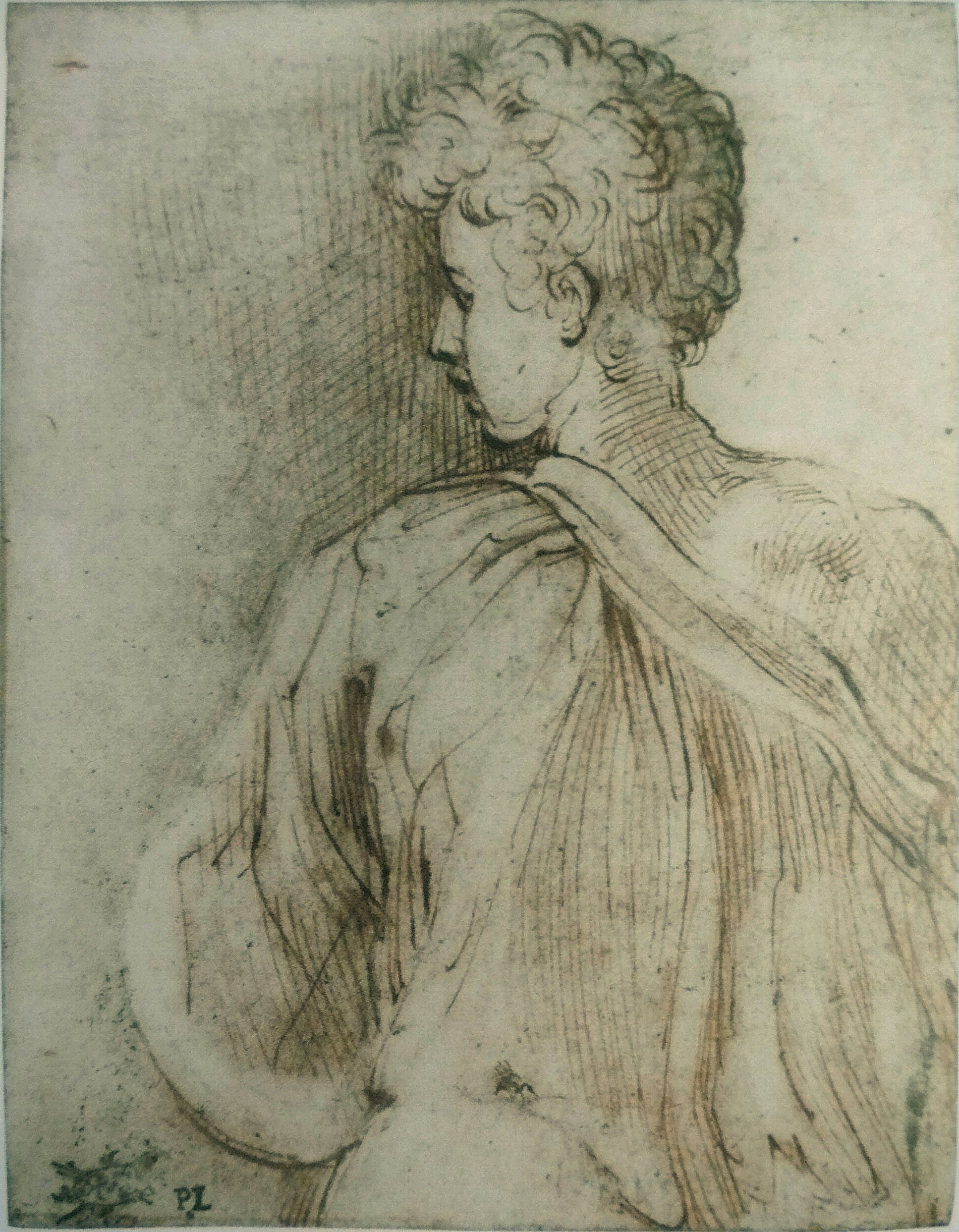
Parmigianino, Jeune garçon vue de dos, tête de profil, années 1520.
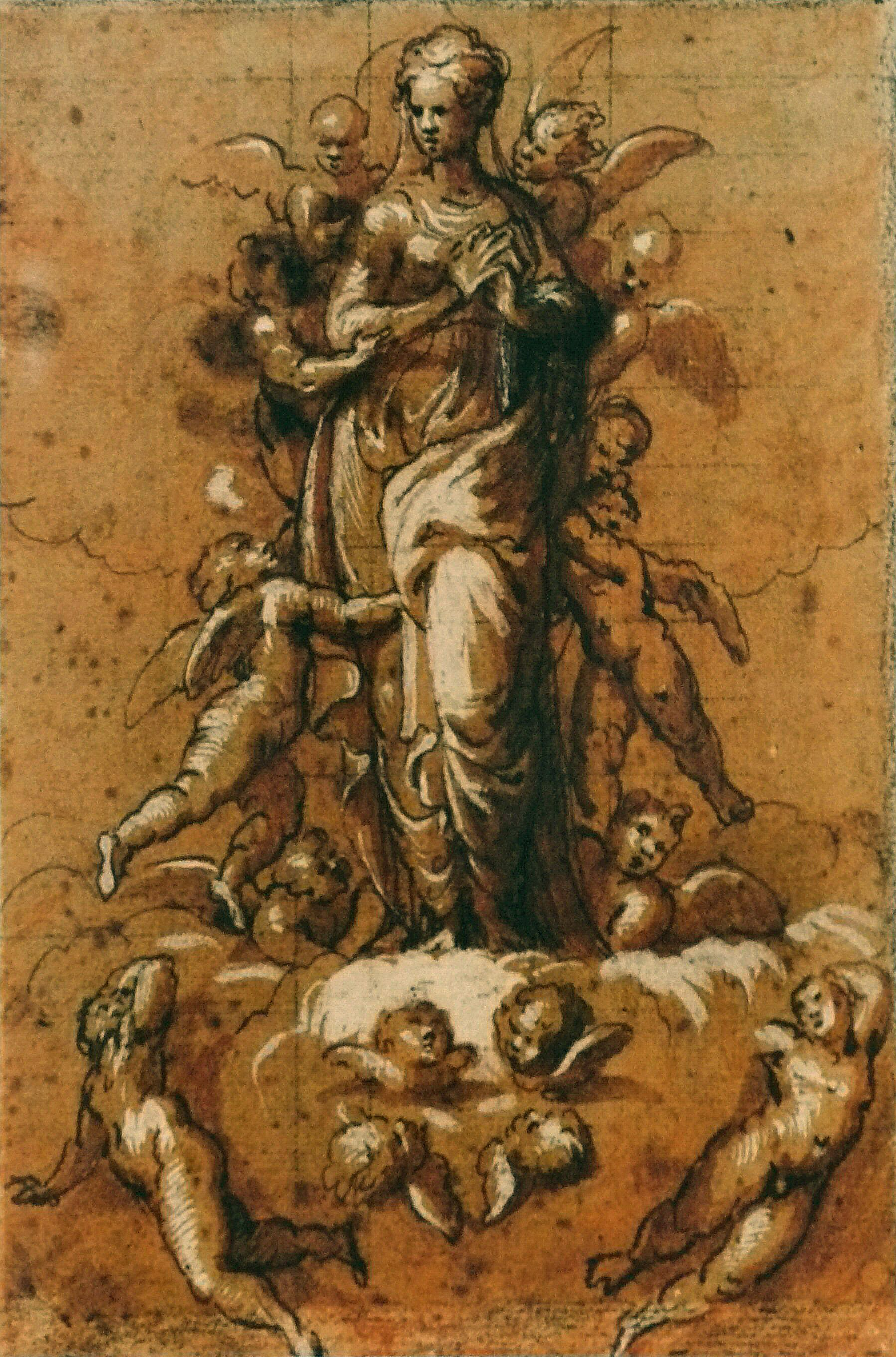
Bernardino Campi, L'Immaculée Conception, années 1560.
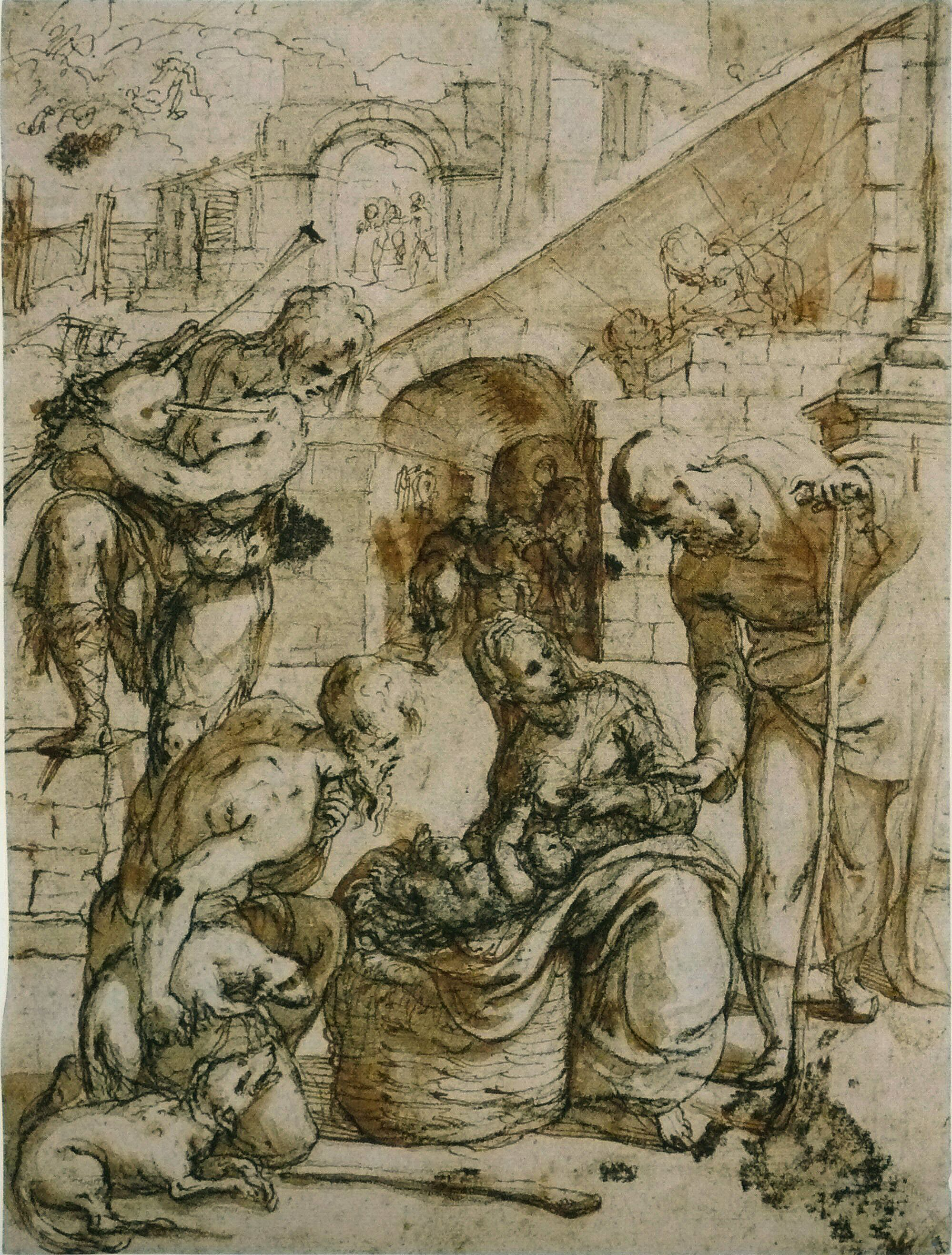
Carlo Urbino, L'Adoration de bergers, XVIe siècle.
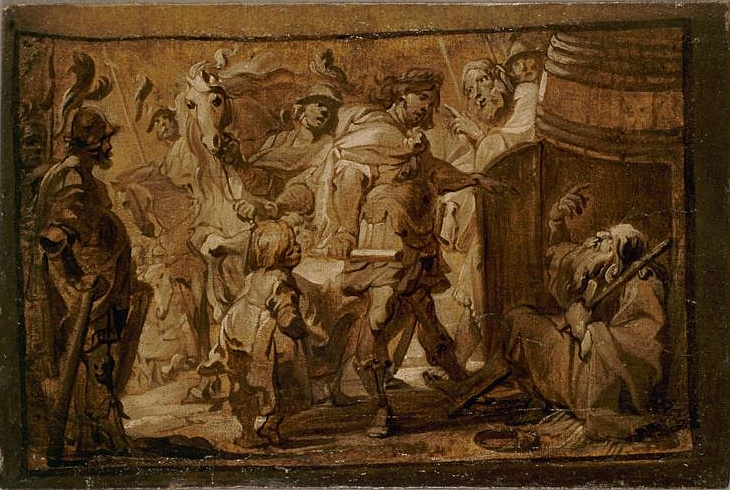
Antoine Sallaert, Alexandre et Diogène, XVIIe siècle.

#### Estampes

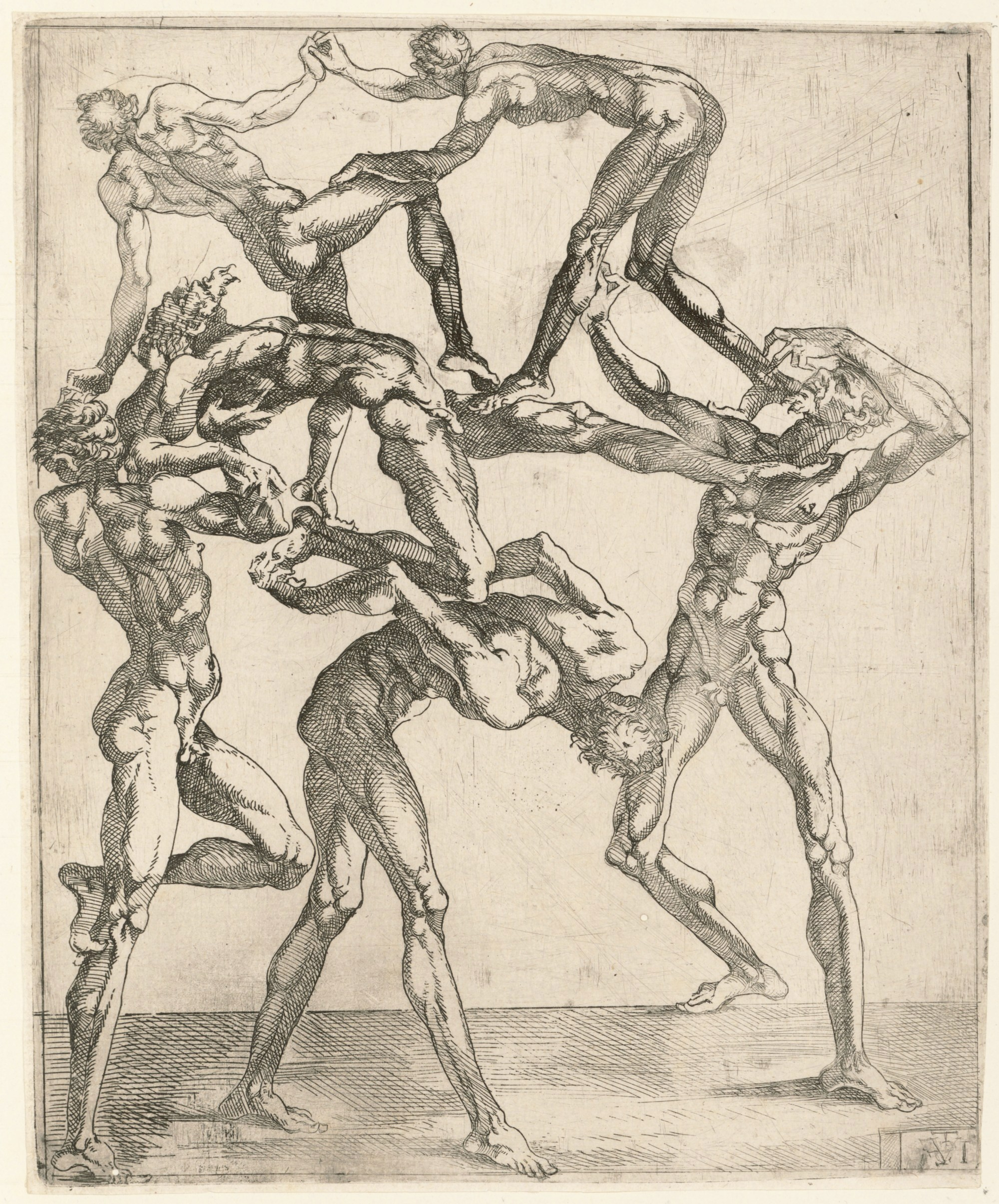
Juste de Juste, Pyramide de six hommes, années 1540, eau-forte.

Parmi les artistes représentés figurent Albrecht Dürer, Lucas de Leyde, Parmigianino, Domenico Beccafumi, Hendrick Goltzius, Agostino Carracci, Jacques Callot, Le Lorrain, Charles Le Brun, Rembrandt, Jacob van Ruisdael, Adriaen van Ostade, Jean-Antoine Watteau et François Boucher.

### Objets d'art
Le fonds, très divers, comporte des pièces venant d'Afrique francophone, blanche et noire depuis le XVIIIe siècle, d'Asie Mineure ou extrême-orientale, mais aussi d'Amérique du cercle polaire au tropique sud ainsi que d'Océanie. Le fonds extra-européen du musée totalise 3 700 objets, en y incluant les estampes japonaises. La culture européenne est aussi présente, même si certaines périodes sont quasi absentes : il en est ainsi du fonds médiéval, malgré un important dépôt du musée de Cluny.

### Peinture et sculpture duXIVeauXVIIIesiècle

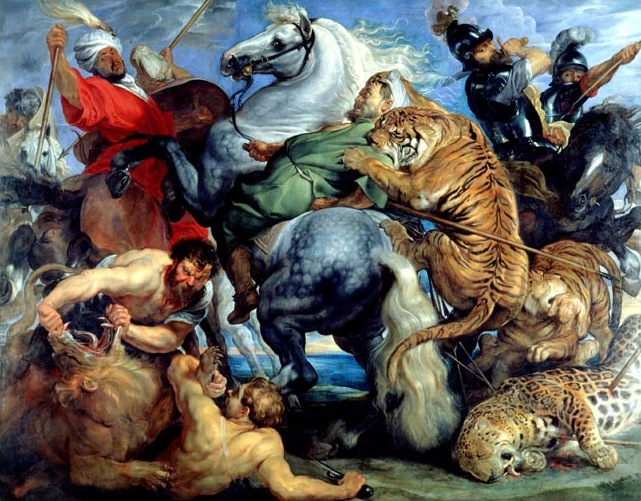
Pierre-Paul Rubens, La Chasse au tigre, 1617-1618, huile sur toile.

Le XVe siècle est notamment représenté par une peinture de Mariotto di Nardo et surtout par deux panneaux du primitif italien Lippo di Benivieni provenant d'un même polyptyque.
Le XVIe siècle compte quelques œuvres majeures. L'école vénitienne est la mieux représentée avec notamment Paris Bordone (Saint Jean-Baptiste couronnant l'agneau de fleurs), Paul Véronèse (Persée délivrant Andromède) et Leandro Bassano. La  célèbre Femme entre les deux âges de l'École de Fontainebleau et le Saint Luc peignant la Vierge de Maarten van Heemskerck sont deux pièces majeures des collections de ce siècle.
La peinture française du XVIIe siècle constitue sans doute le cœur du musée, son fonds le plus important. Parmi les artistes, sont présents Lubin Baugin (plusieurs peintures dont Coupe de fruits, l'une de ses quatre natures mortes connues), Claude Vignon, François Perrier, Philippe de Champaigne (Madeleine pénitente, 1657 et Le Christ au jardin des oliviers), Mathieu Le Nain, Jacques Stella, Eustache Le Sueur, Laurent de La Hyre, Charles Le Brun (Descente de Croix, vers 1679), Noël Coypel, Charles de La Fosse, Jean Jouvenet et surtout Georges de La Tour avec son célèbre Nouveau-né. On peut y ajouter plusieurs artistes européens du nord, dont Rubens.
La sculpture du XVIIe siècle est surtout représentée par les grands bas-reliefs d'Antoine Coysevox qui ornaient autrefois le piédestal du Monument à Louis XIV érigé sur la place du Palais de Rennes par les États généraux de Bretagne et fondu à la Révolution.
Le musée comprend des œuvres des grands maîtres italiens de l'époque, tels que Ludovico Carracci, Le Guerchin (Pietà et Salomé recevant la tête de saint Jean-Baptiste), Pierre de Cortone, Guido Reni ou Luca Giordano (Martyre de saint Laurent).
L'Espagne du siècle d'or était absente des collections rennaises jusqu'à l'achat en janvier 2014 d'une importante œuvre de jeunesse de José de Ribera, Saint Jude Thaddée (vers 1609-1610), acquisition complétée en 2015 par le don d'un autre tableau de la première période du maître espagnol, un Saint Matthieu issu de la même série que le premier.
Le musée expose des toiles datant du XVIIIe siècle de François Desportes, Jean Restout (Le Christ au jardin des Oliviers, offert au musée en 2012) ou Francesco Casanova et de plus petits formats de Chardin, Francesco Guardi, Greuze, Carle Van Loo ou François Boucher, mais aussi un ensemble d'esquisses de Francesco Solimena (Christophe Colomb arrivant en Amérique, 1715), Giacomo del Po, Corrado Giaquinto, Gabriel-François Doyen (esquisse de La Mort de Virginie, 1756-1758, acquise en 2011) et François-André Vincent (esquisse de L’Enlèvement d’Orythie, 1782). La maquette de la statue de Louis XV par Jean-Baptiste Lemoyne et le Mirabeau de Deseine représentent le domaine de la sculpture.

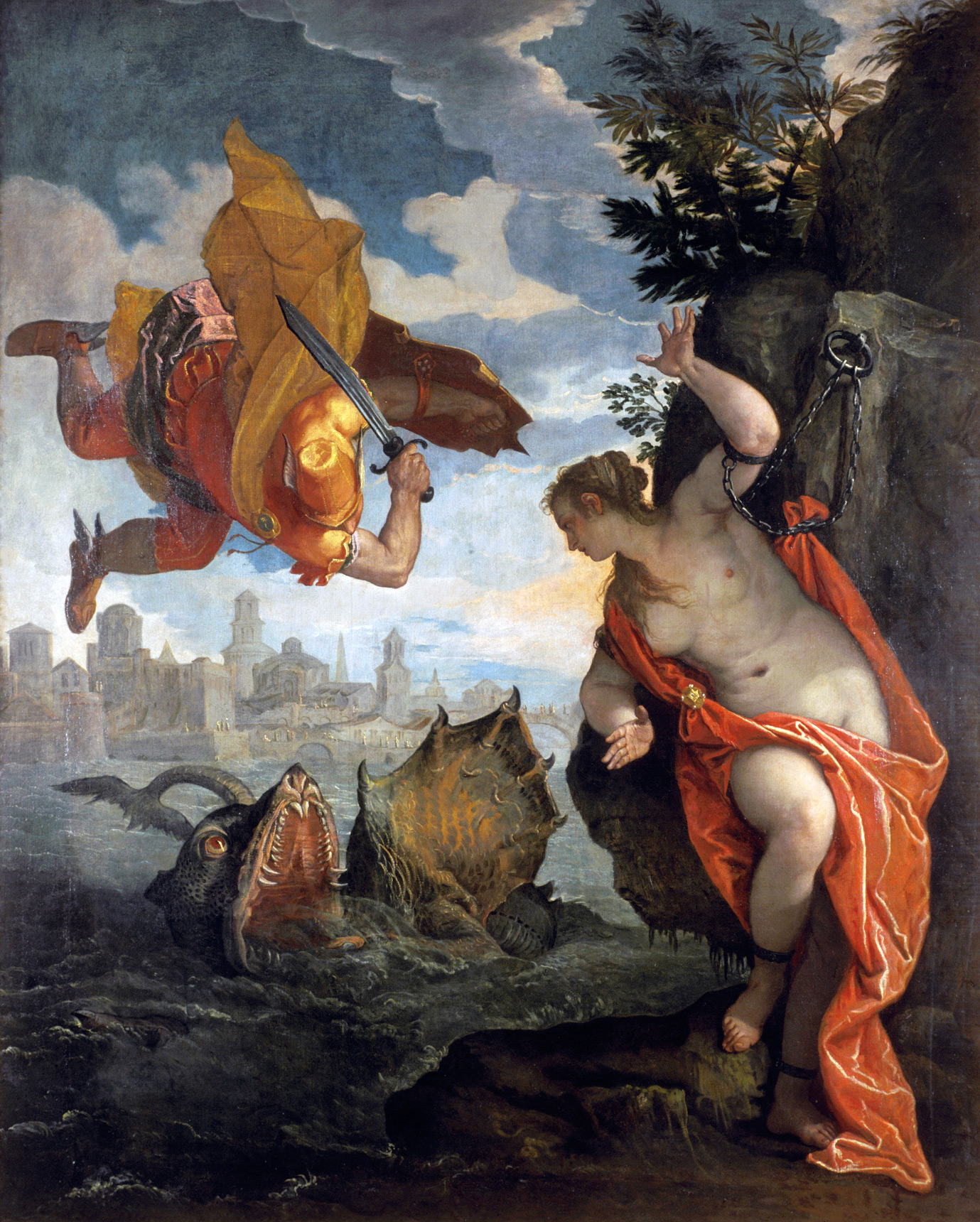
Paul Véronèse, Persée délivrant Andromède, 1576-1578, huile sur toile.
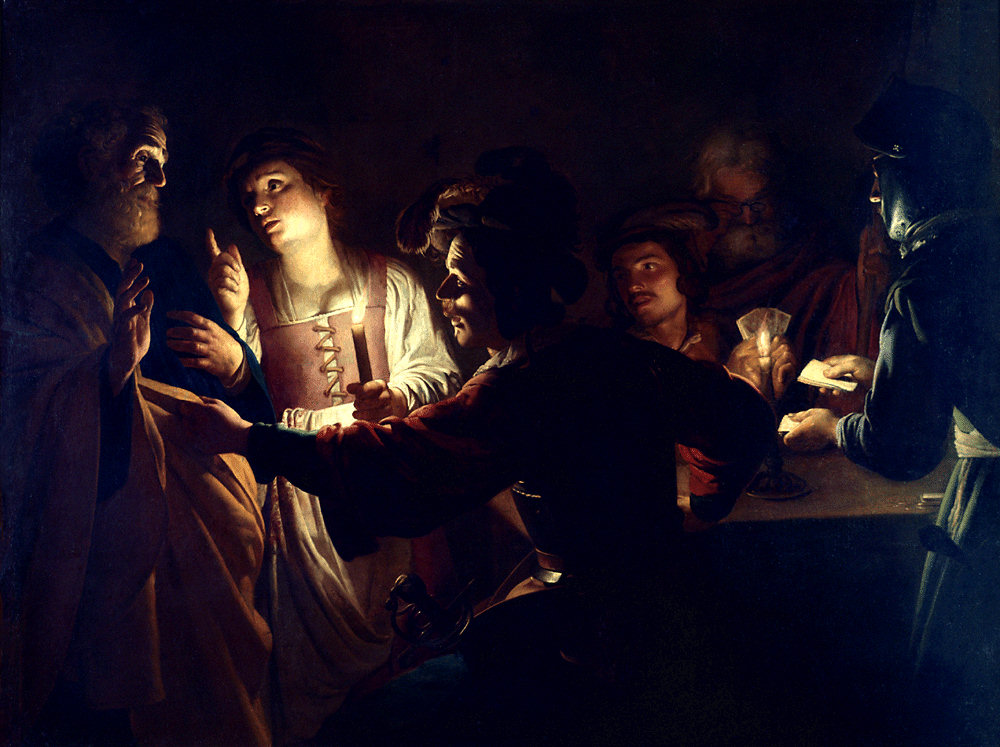
Gerrit van Honthorst, Le Reniement de saint Pierre, entre 1612 et 1621, huile sur toile.
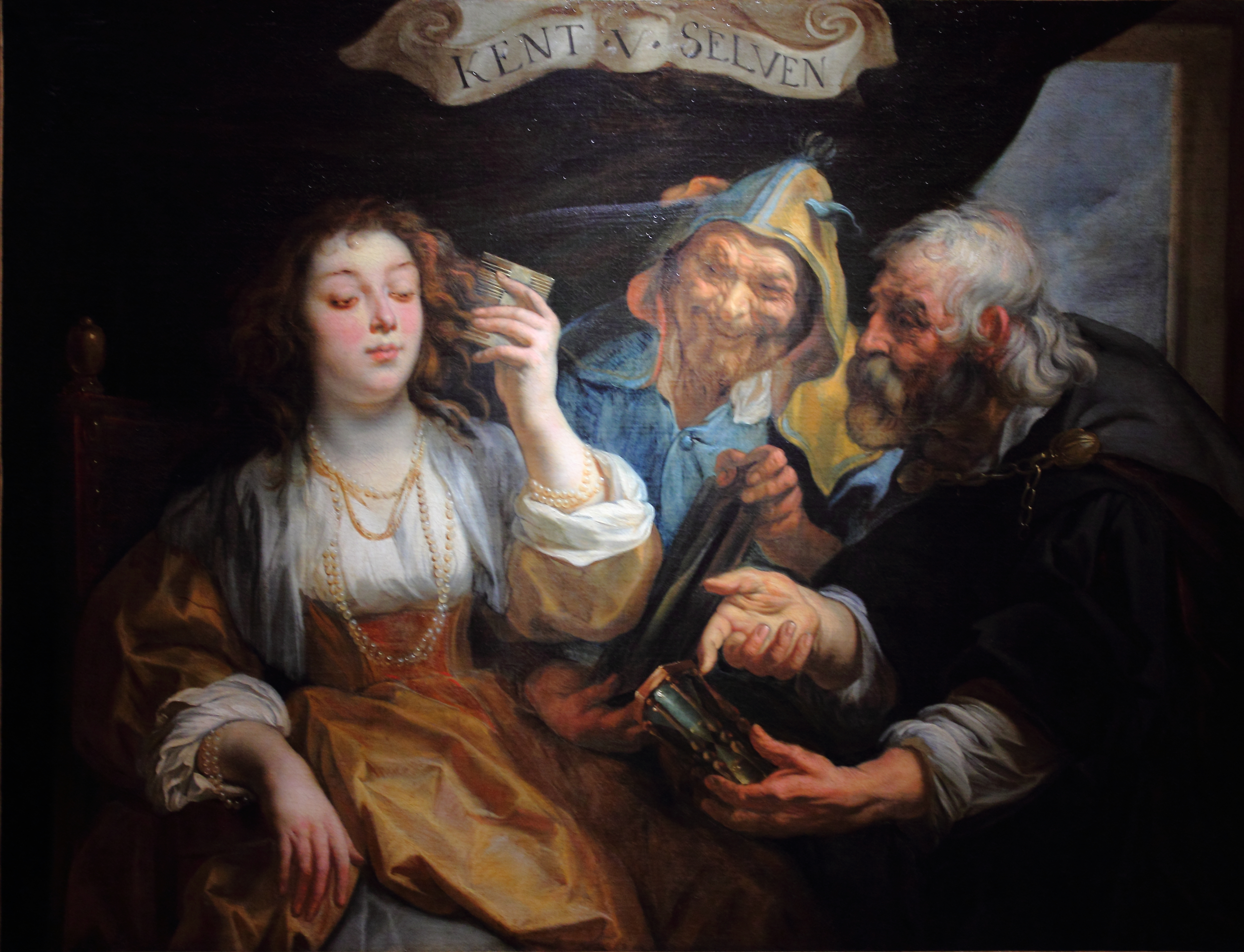
Jacob Jordaens, Connais-toi toi-même, huile sur toile.
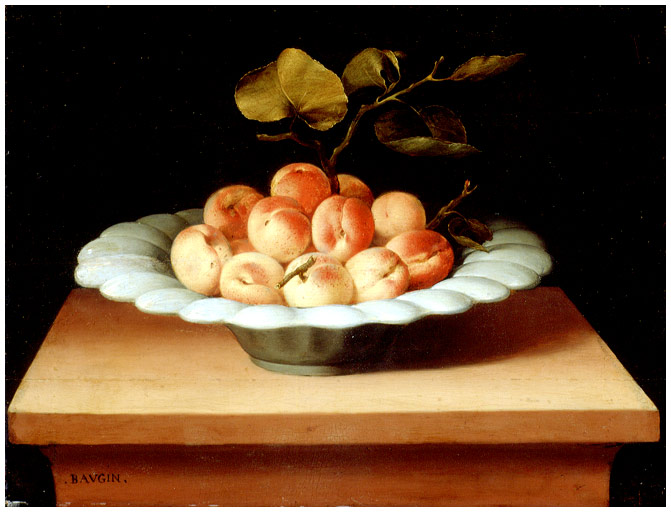
Lubin Baugin, Coupe de fruits, huile sur bois.
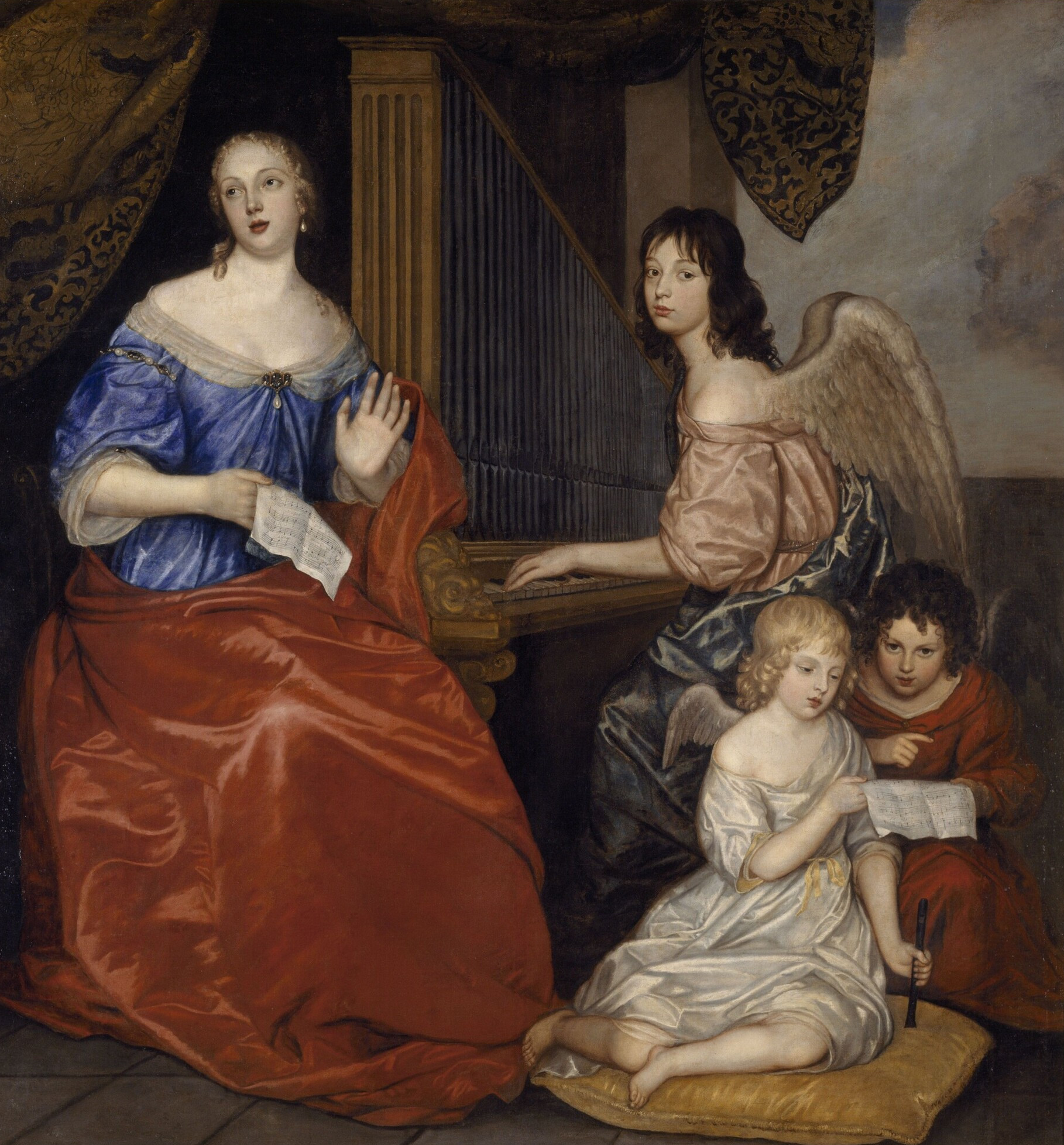
Peter Lely, Louise de La Vallière et ses enfants, huile sur toile.
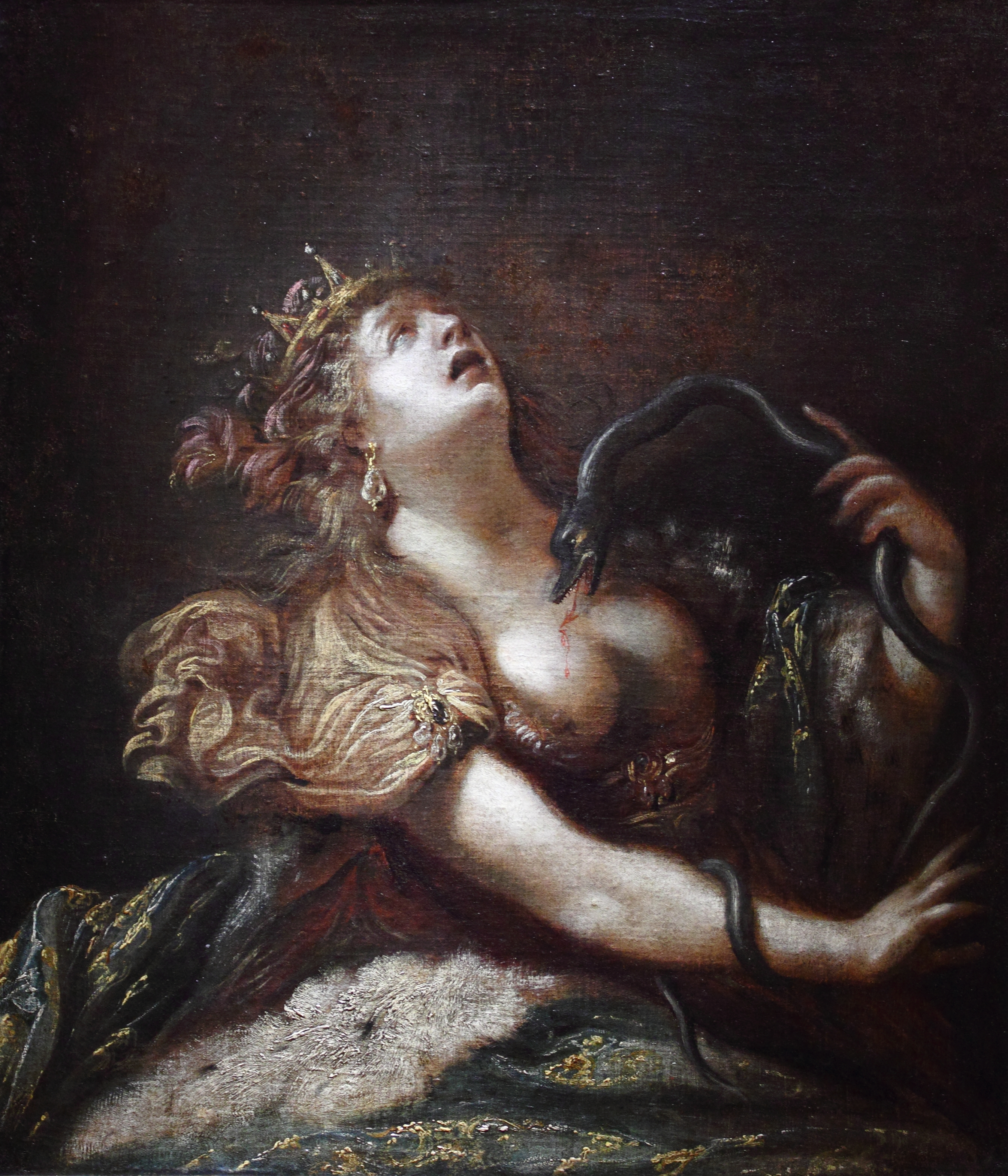
Claude Vignon, Cléopâtre se donnant la mort, vers 1640.
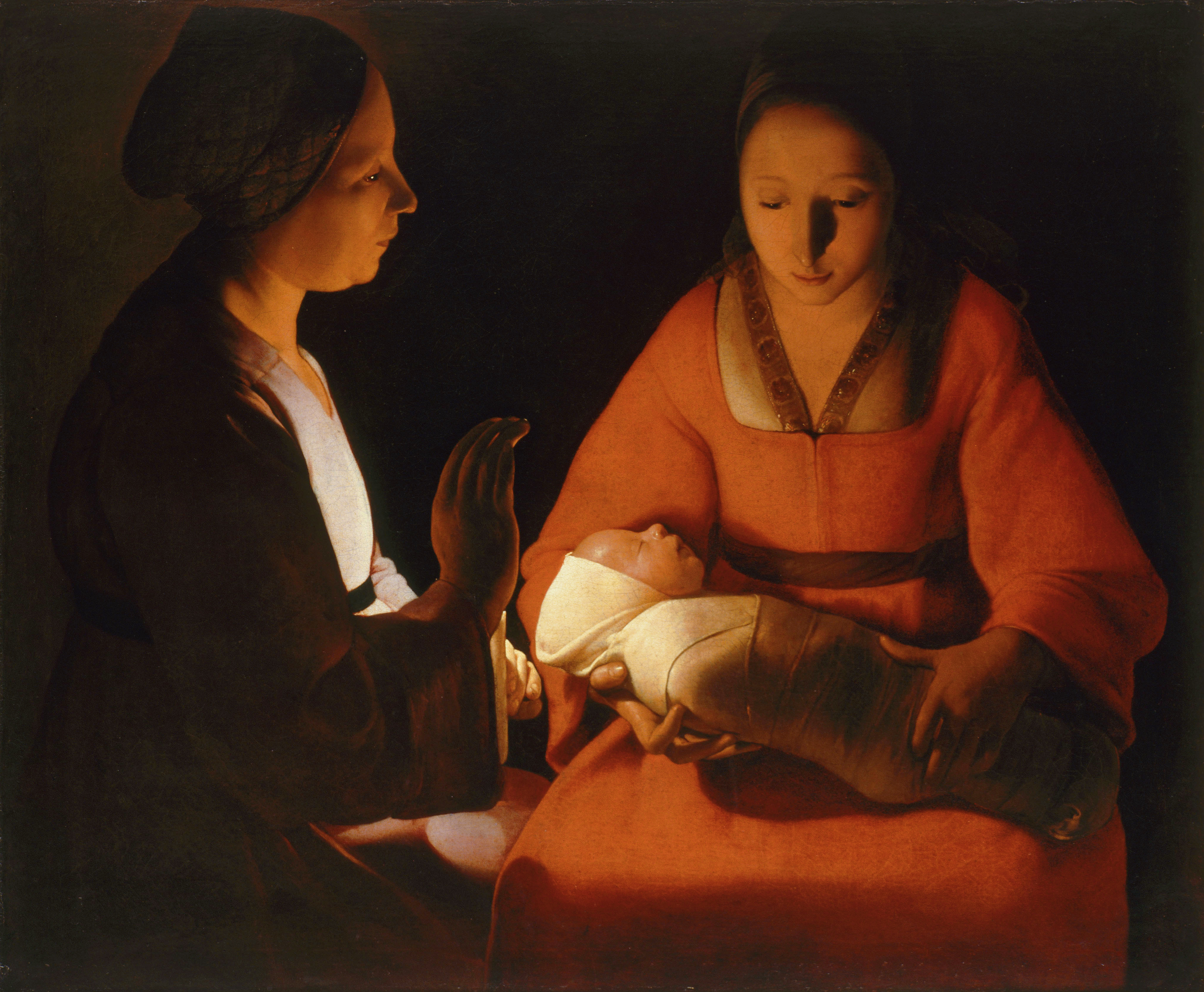
Georges de La Tour, Le Nouveau-né, 1645-1648, huile sur toile.
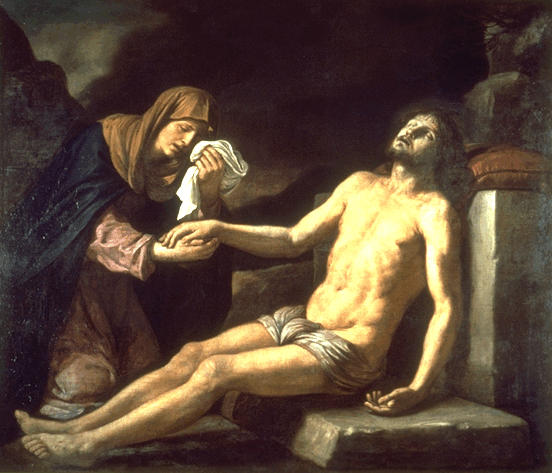
Le Guerchin, Pietà, vers 1640.
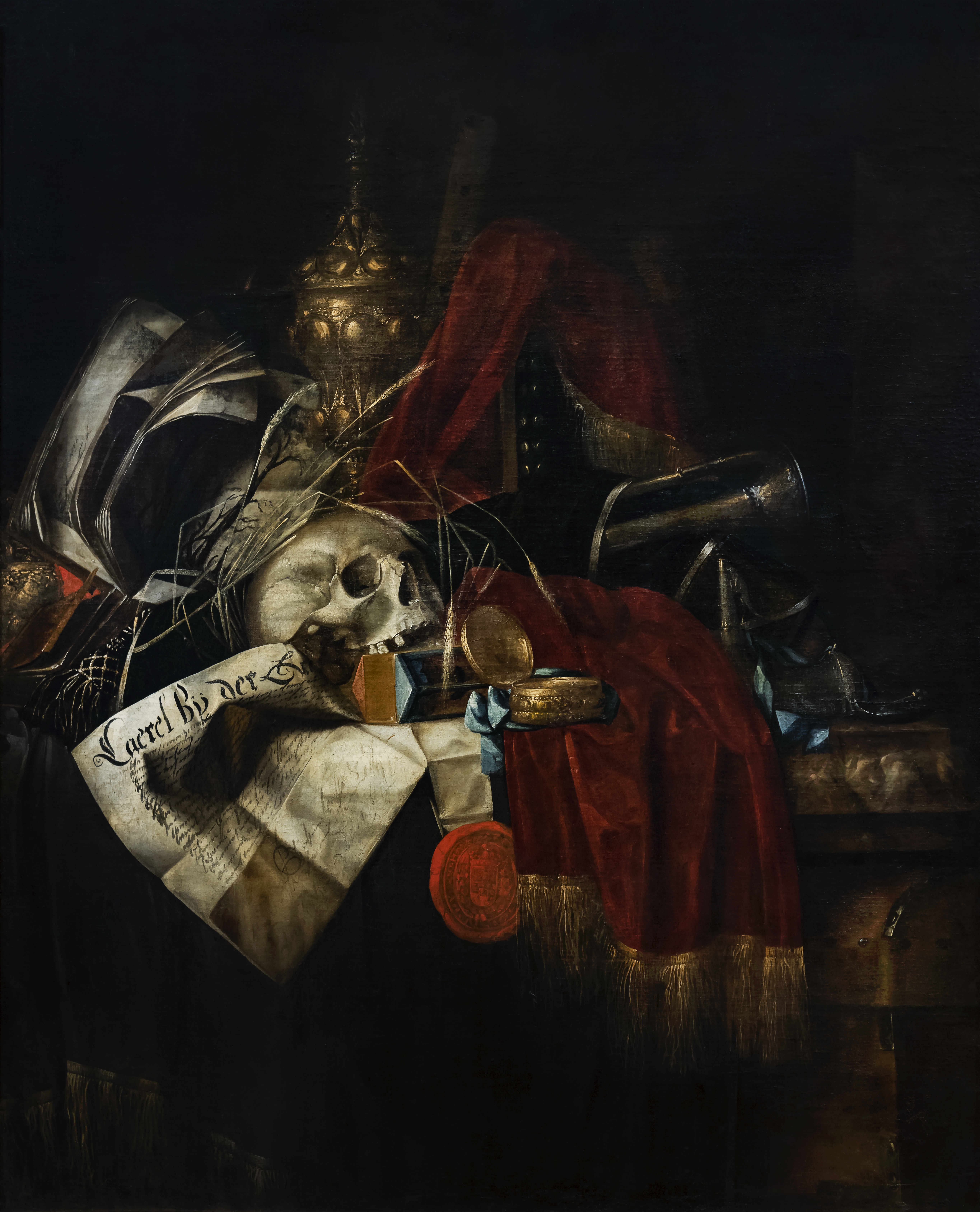
Franciscus Gysbrechts, Vanité avant 1677, huile sur toile.
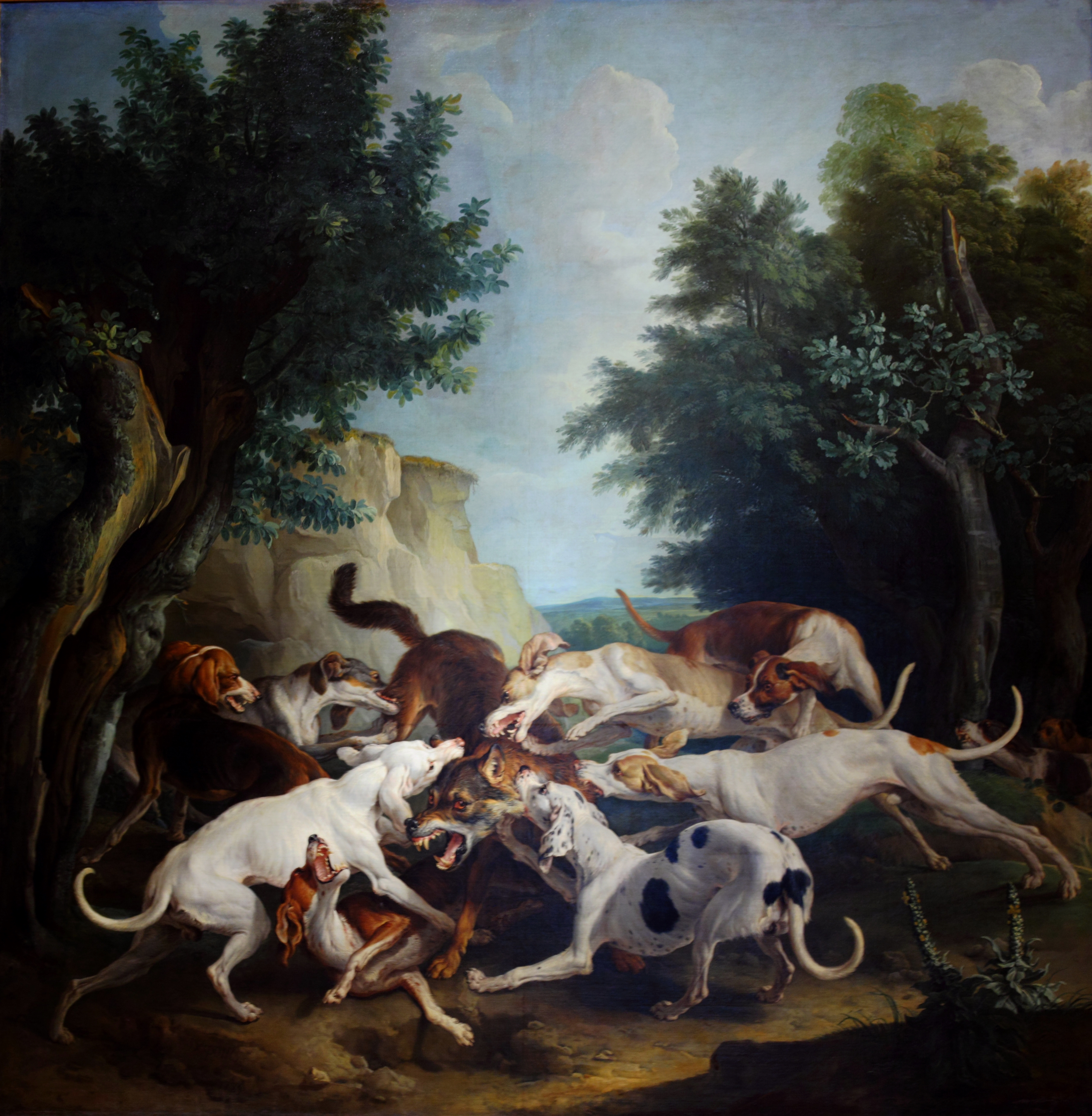
Alexandre-François Desportes, La Chasse au loup, 1725, huile sur toile.
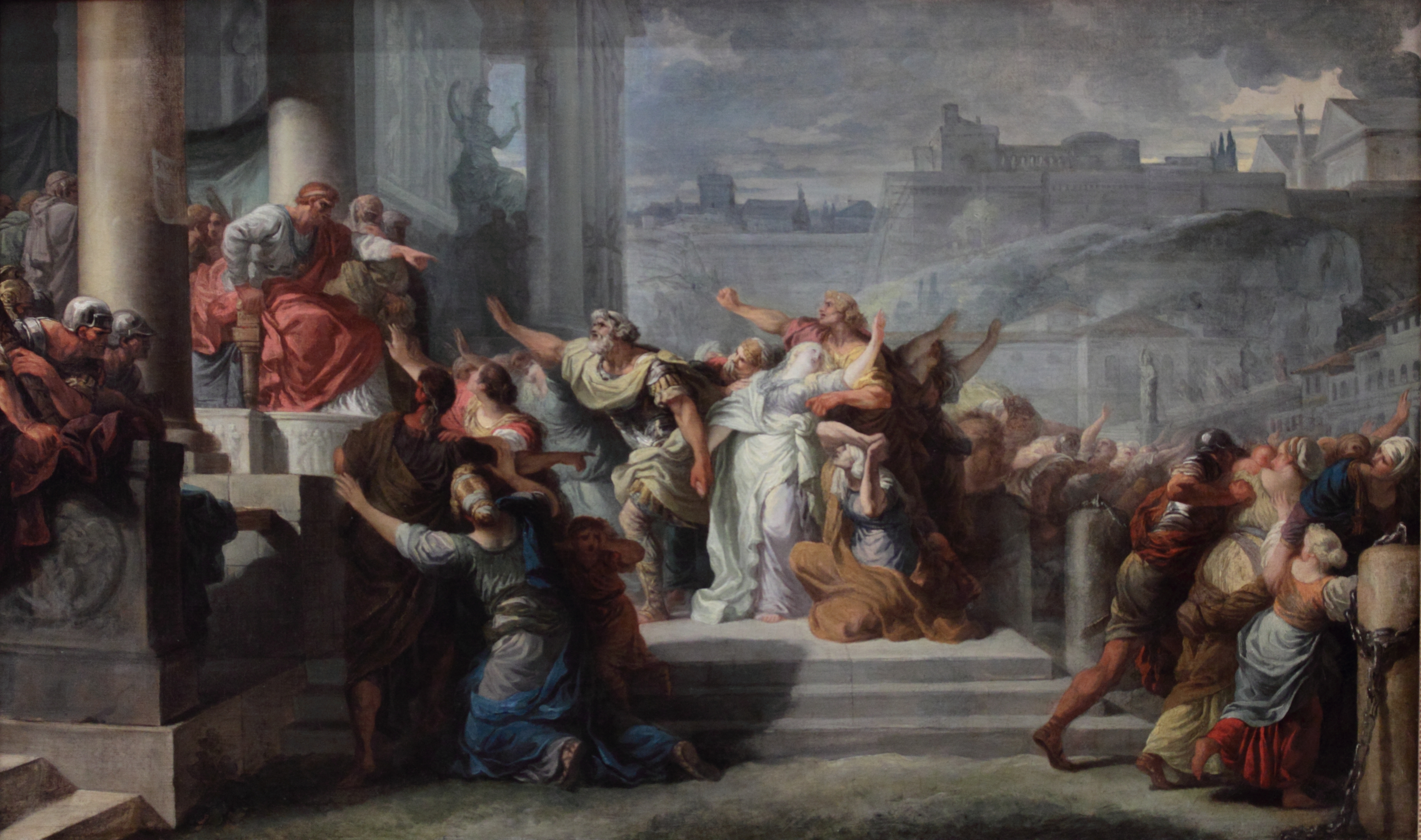
Gabriel-François Doyen, La Mort de Virginie, 1756-1758, esquisse.
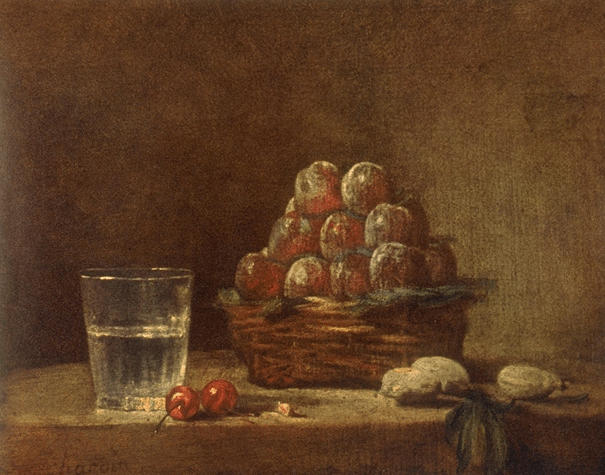
Jean Siméon Chardin, Le Panier de prunes, vers 1759, huile sur toile.

### Peinture et sculpture duXIXeauXXesiècle
De la première moitié du XIXe siècle sont présentes, parmi les artistes les plus connus, des œuvres de Charles Meynier, Amaury-Duval et Léon Cogniet tandis que pour la seconde moitié du siècle figure des œuvres de Camille Corot, Eugène Boudin, Johan Barthold Jongkind, Gustave Caillebotte (Périssoires et une esquisse du Pont de l'Europe), Auguste Michel Nobillet, Alfred Sisley, Odilon Redon (Le Regard, profil d’homme), Émile Bernard, un ensemble de toile des Nabis, avec Paul Sérusier, Georges Lacombe, Paul-Elie Ranson, Maurice Denis. Ou encore, parmi les artistes bretons, Jean-Julien Lemordant et André Mériel-Bussy. Le musée compte aussi plusieurs œuvres de Picasso.
La collection de peinture contemporaine compte des œuvres de Sam Francis, Jean Couy, Pierre Soulages, Aurélie Nemours ou encore Geneviève Asse.

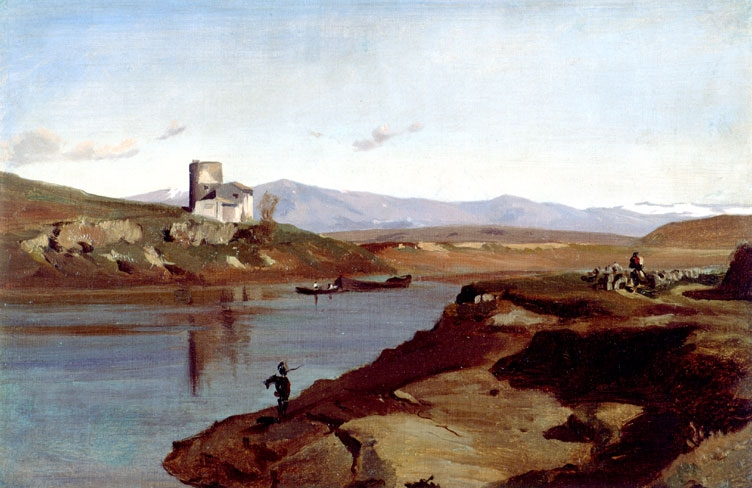
Jean-Achille Benouville, Paysage d'Italie, huile sur toile.
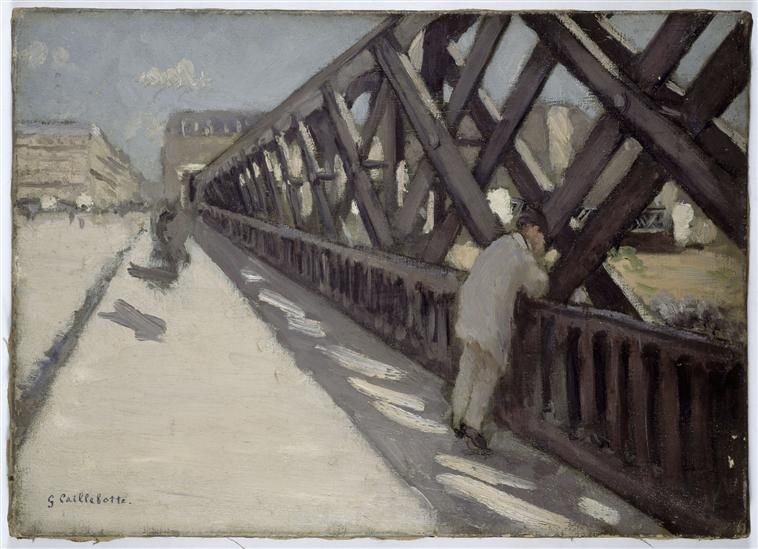
Gustave Caillebotte, Le Pont de l'Europe, vers 1876, esquisse, huile sur toile.
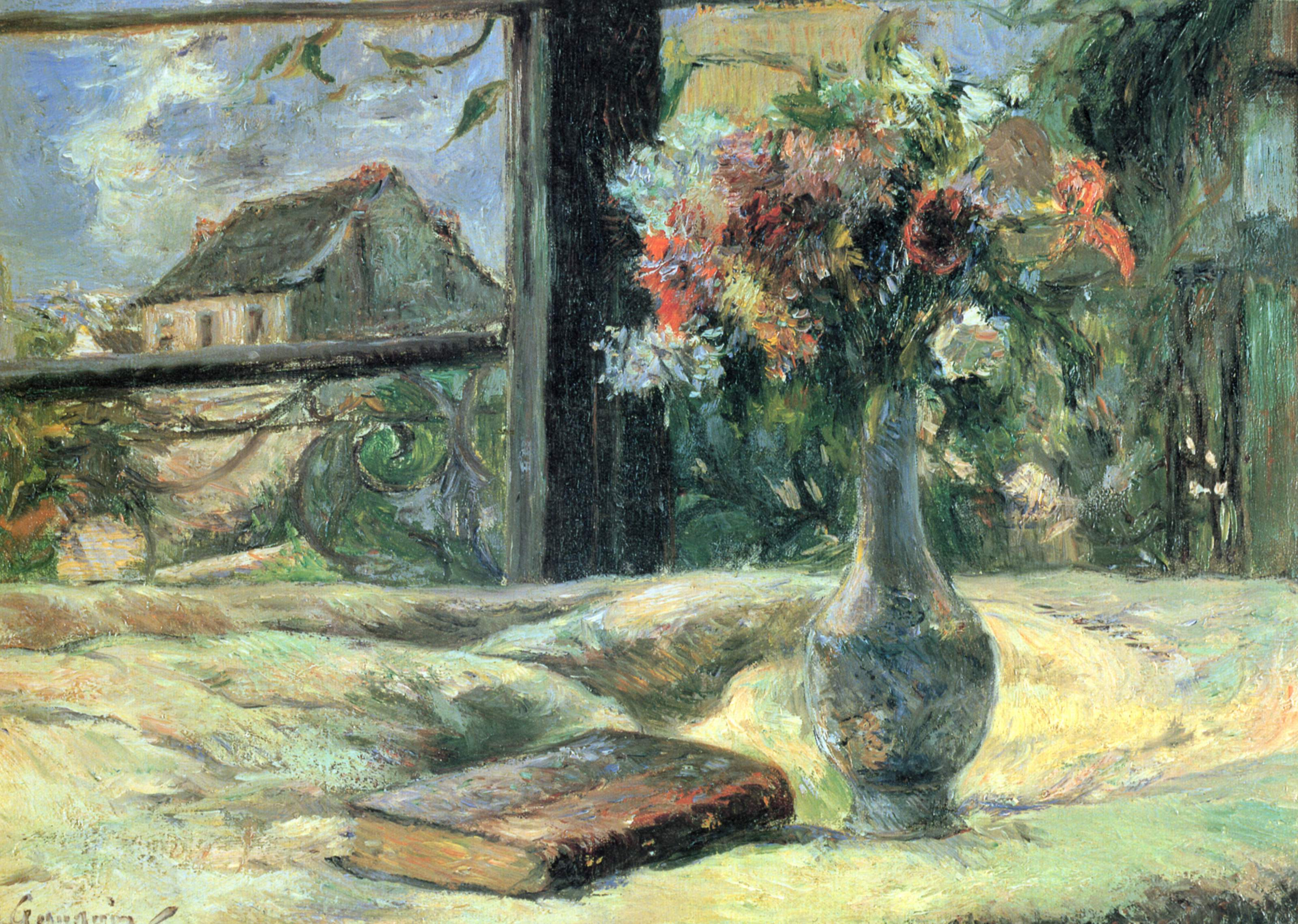
Paul Gauguin, Vase de fleurs à la fenêtre, 1881, huile sur toile.
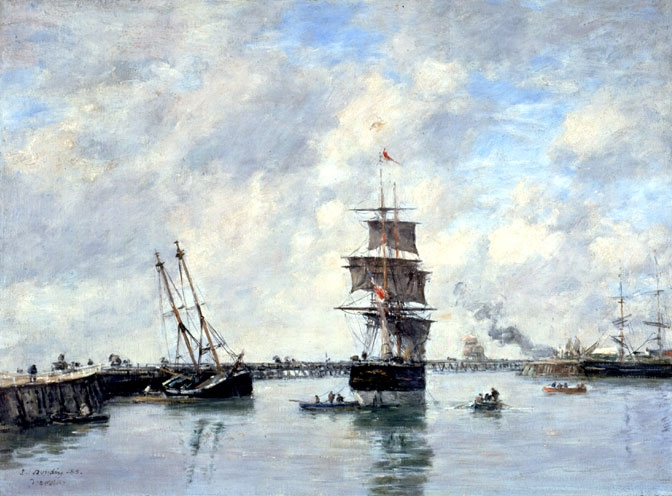
Eugène Boudin, Trouville, les jetées, mer haute, 1885, huile sur toile.
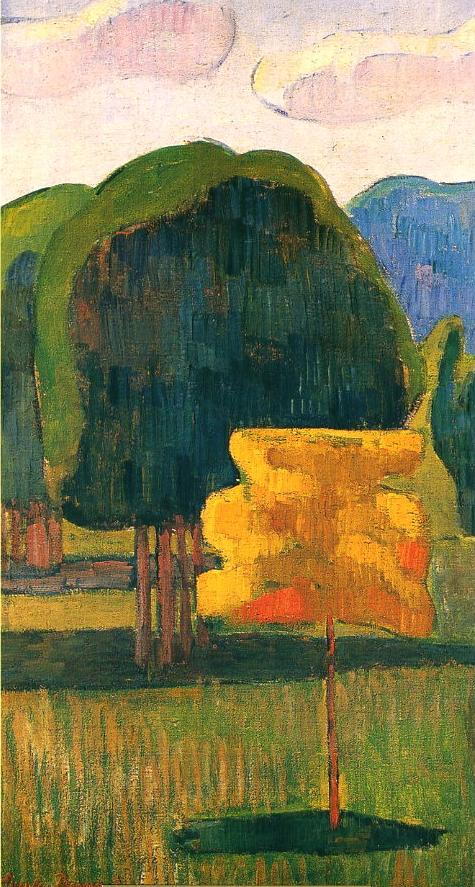
Émile Bernard, L'Arbre jaune, 1888, huile sur toile.
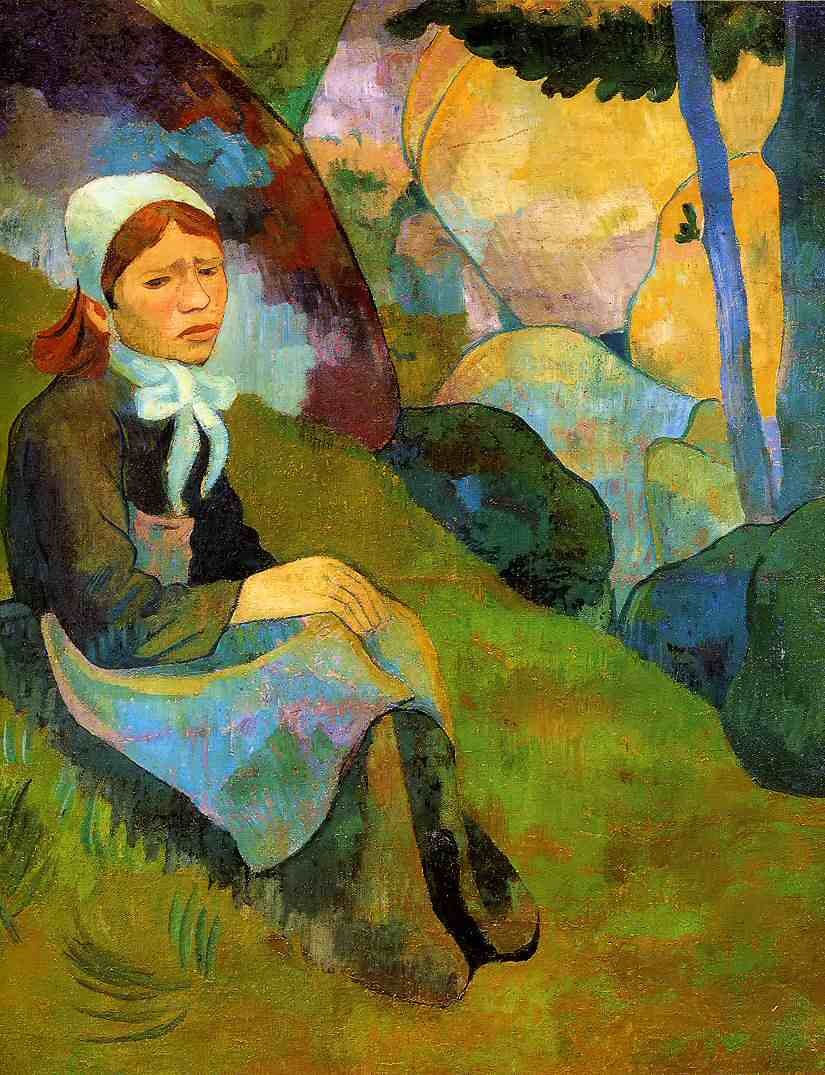
Paul Sérusier, Solitude, 1890-1892, huile sur toile.
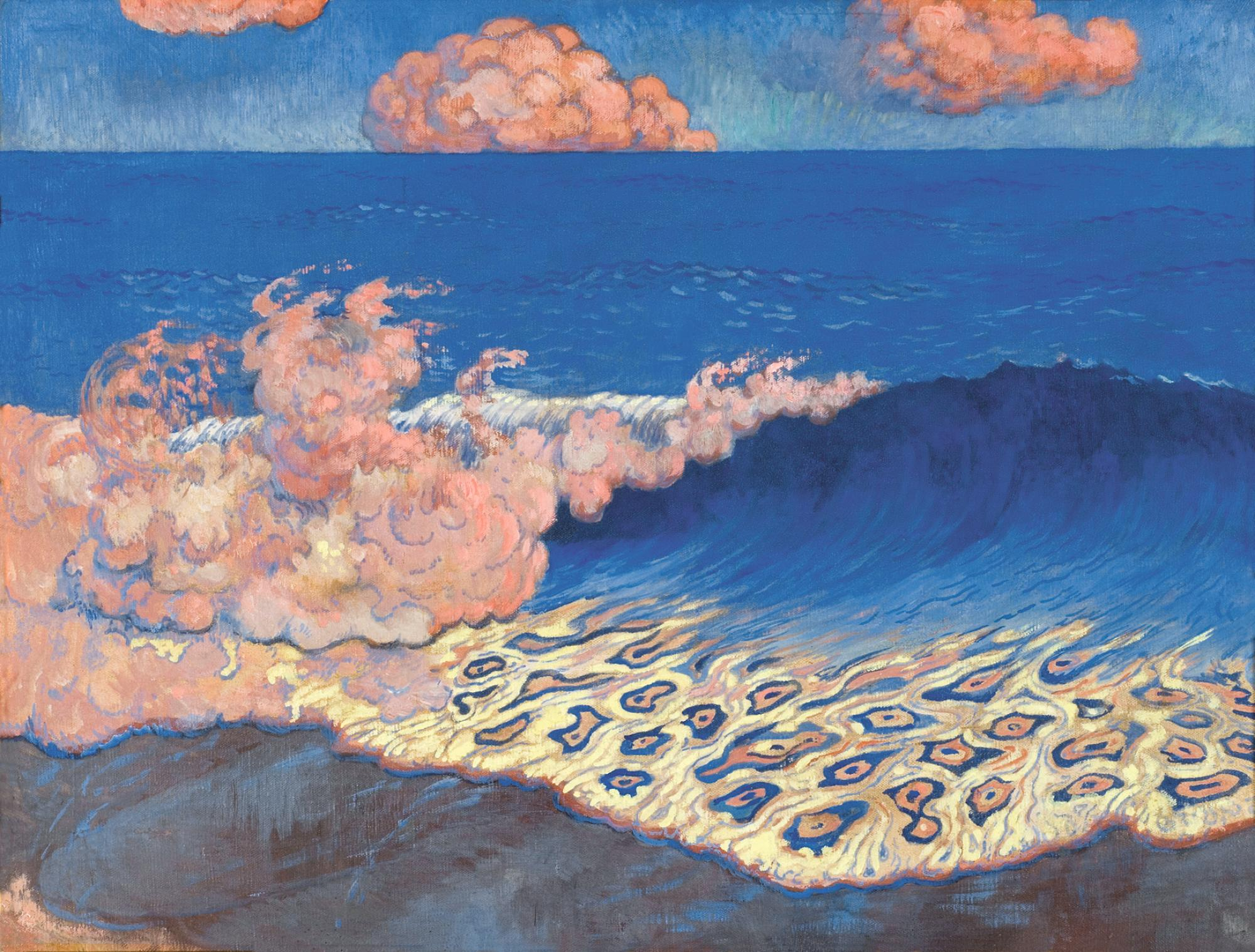
Georges Lacombe, Marine bleue, Effet de vague, vers 1893, peinture à l'œuf sur toile.

Pour la sculpture, le musée compte notamment des œuvres de Lorenzo Bartolini (Napoléone-Elisa Baciocchi et son chien, 1812, marbre), James Pradier, Pierre Gourdel (buste de Paul Devolant), Charles Joseph Lenoir, Louis-Ernest Barrias, Alfred Boucher (Le Terrassier), Auguste Rodin (Buste de jeune femme, marbre), et Germaine Richier (Pomone, 1945, bronze).

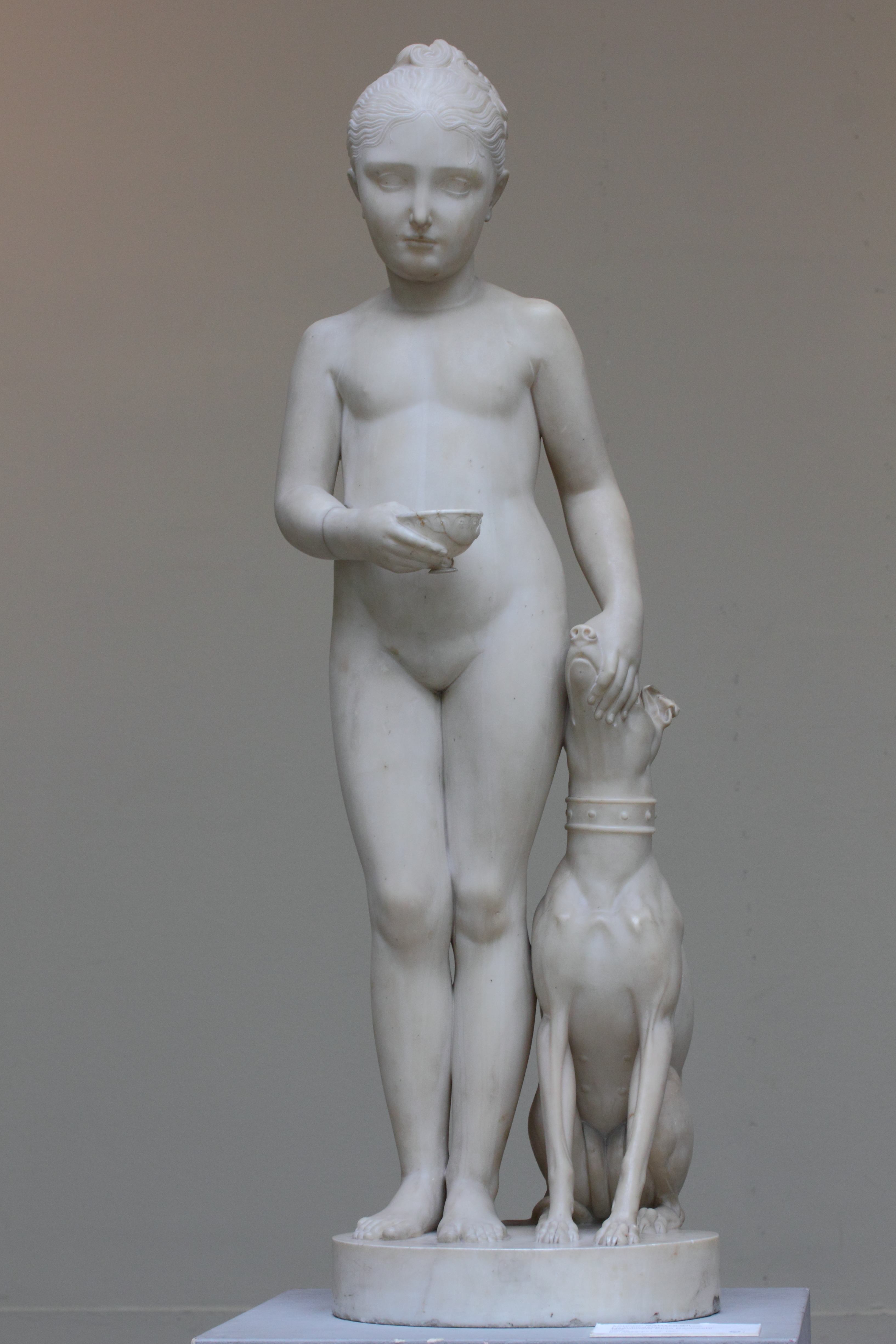
Lorenzo Bartolini, Napoléone-Elisa Baciocchi et son chien, 1812, marbre.
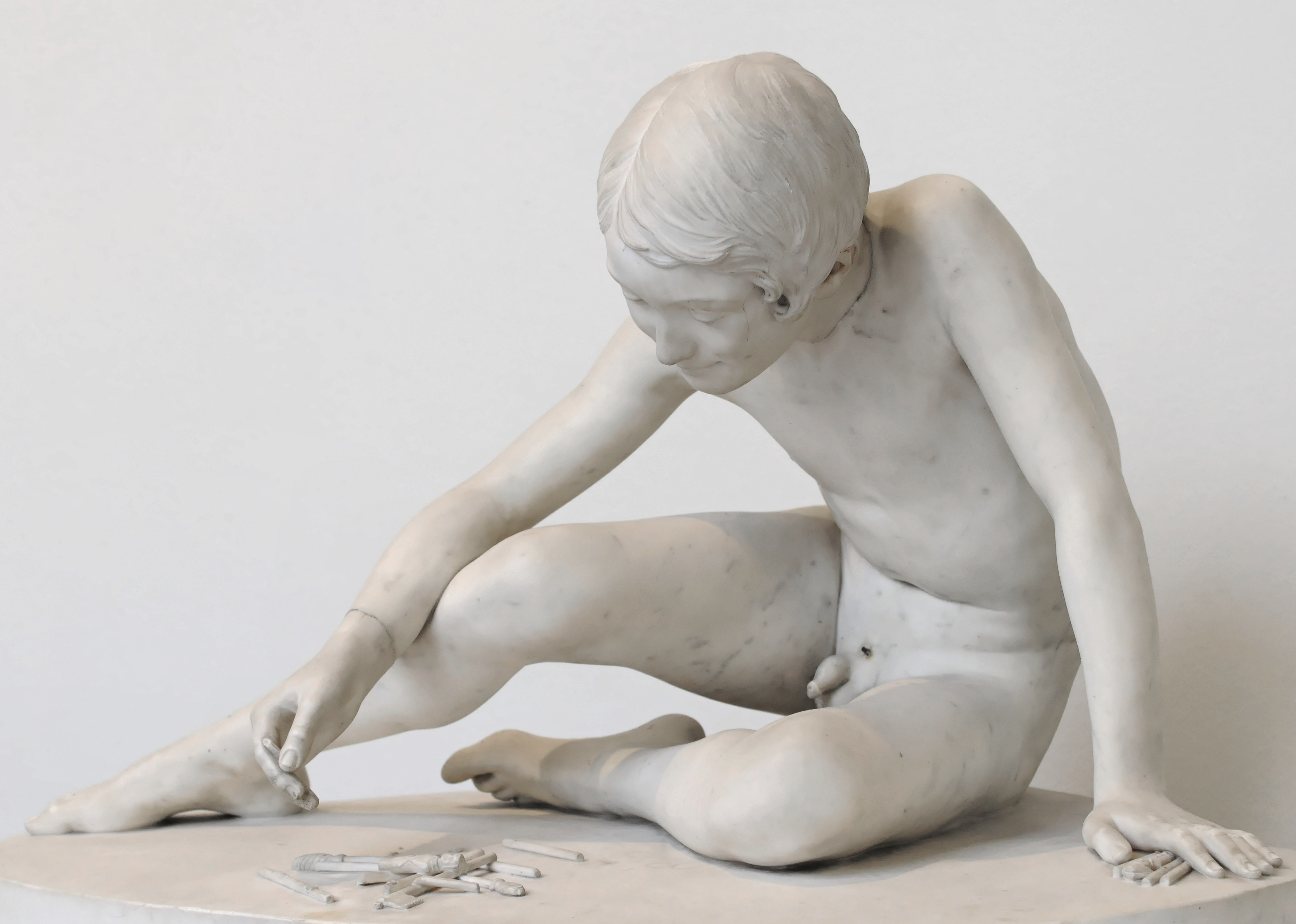
Julien-Charles Dubois, Joueur d'onchets, 1842, marbre.
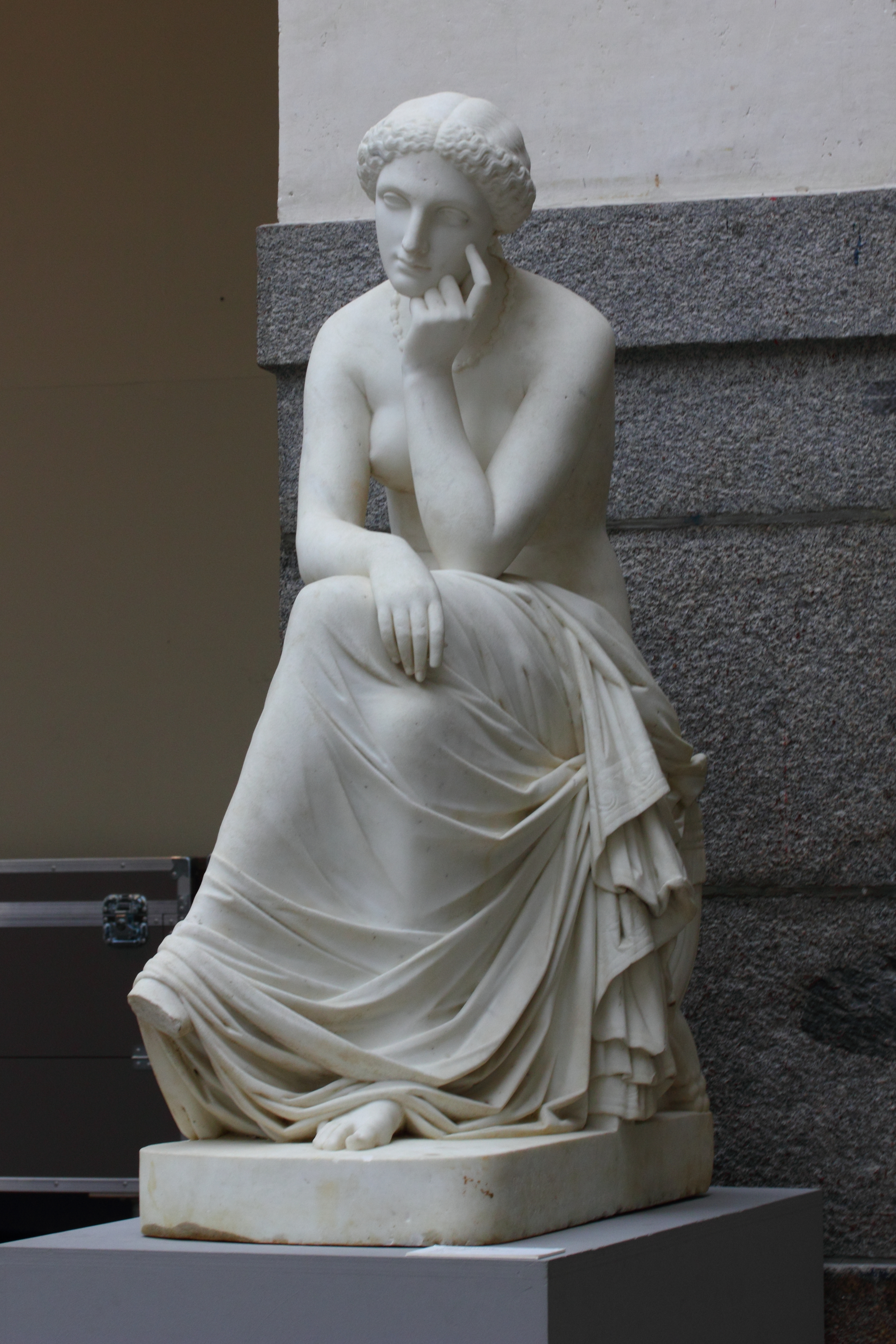
Pierre Travaux, La Rêverie, 1855.
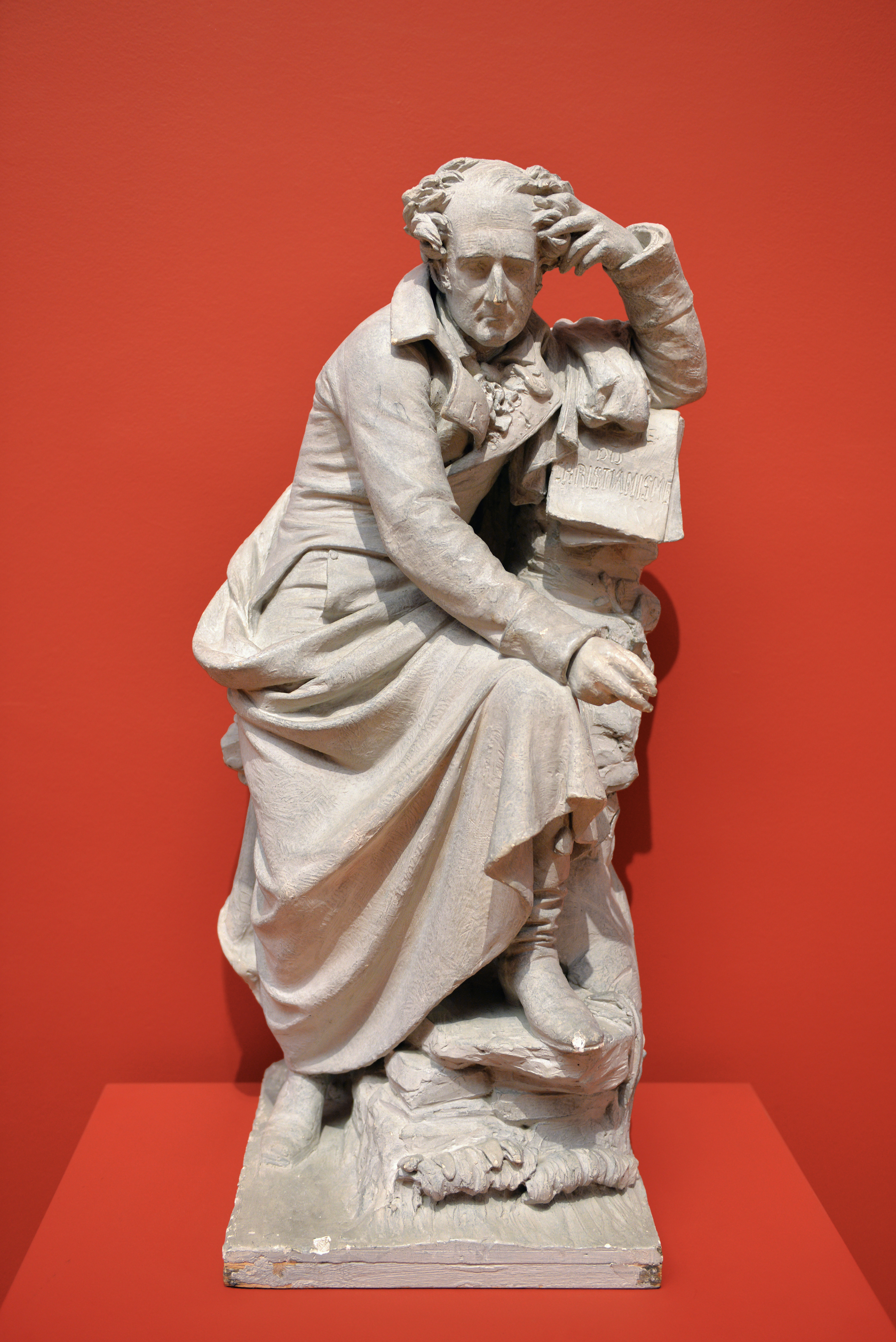
Aimé Millet, Chateaubriand, 1875.
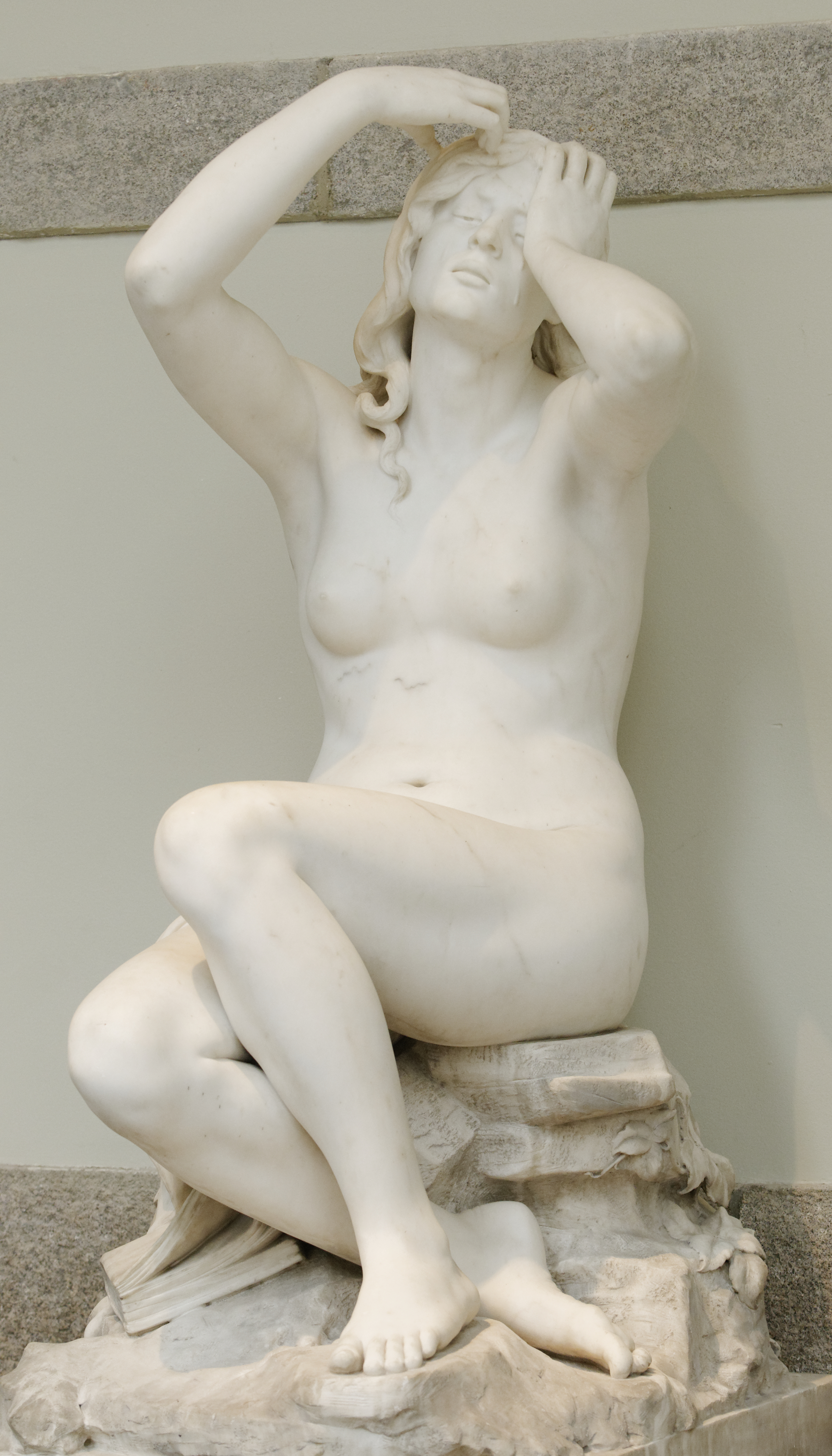
Emmanuel Dolivet, Madeleine, 1886.
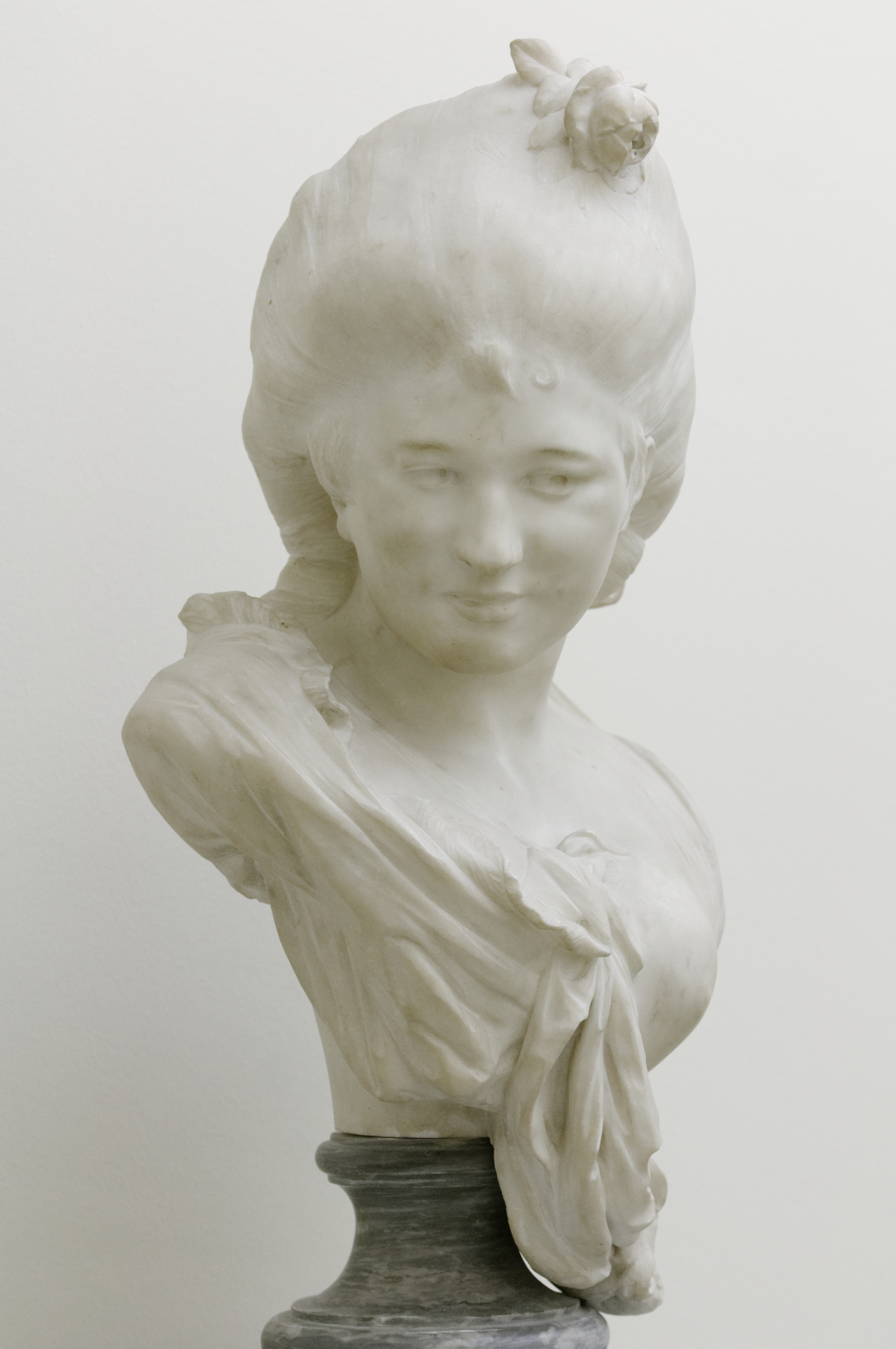
Auguste Rodin, Buste de jeune femme, acquis en 1887.
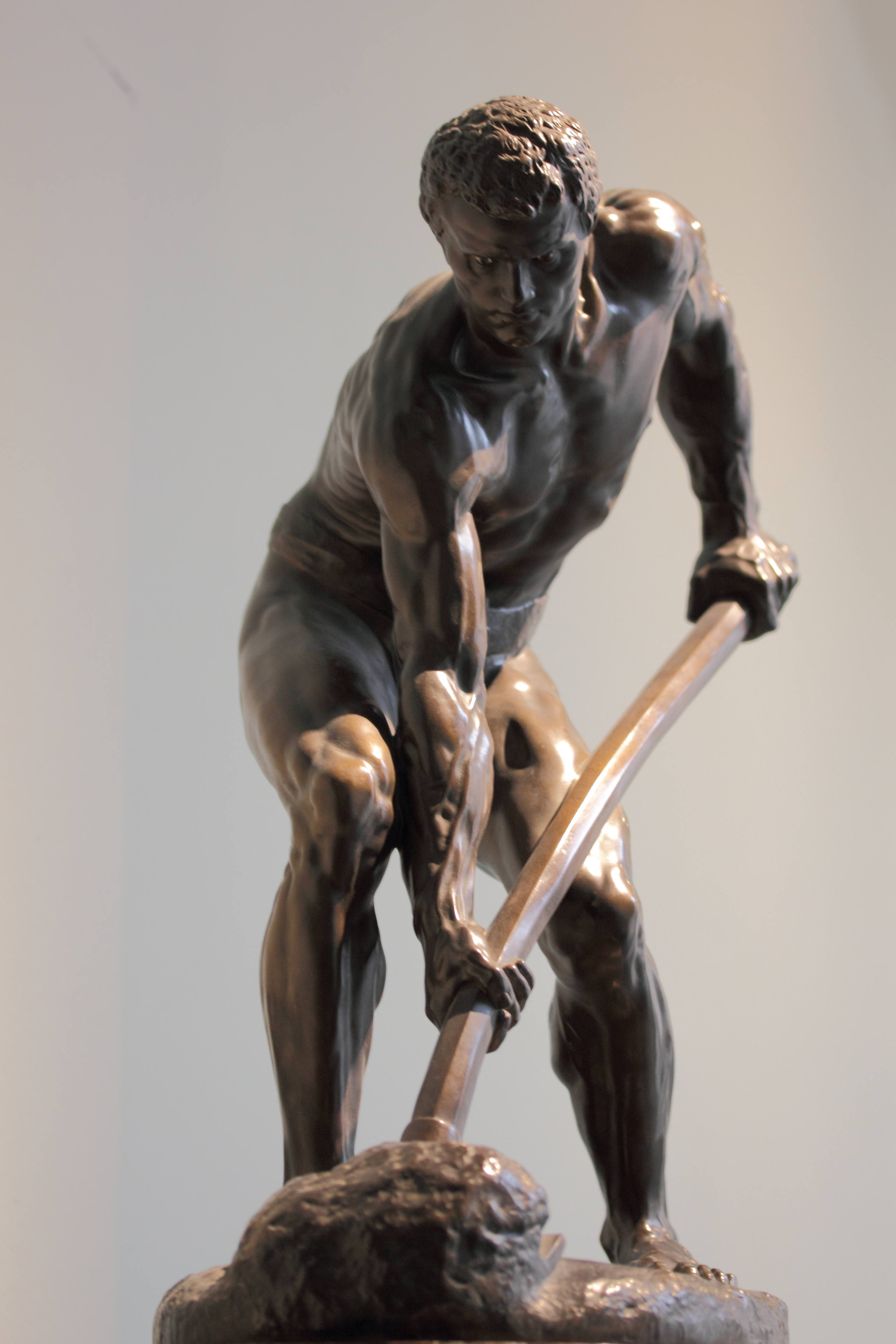
Alfred Boucher, Le Terrassier, 1890.
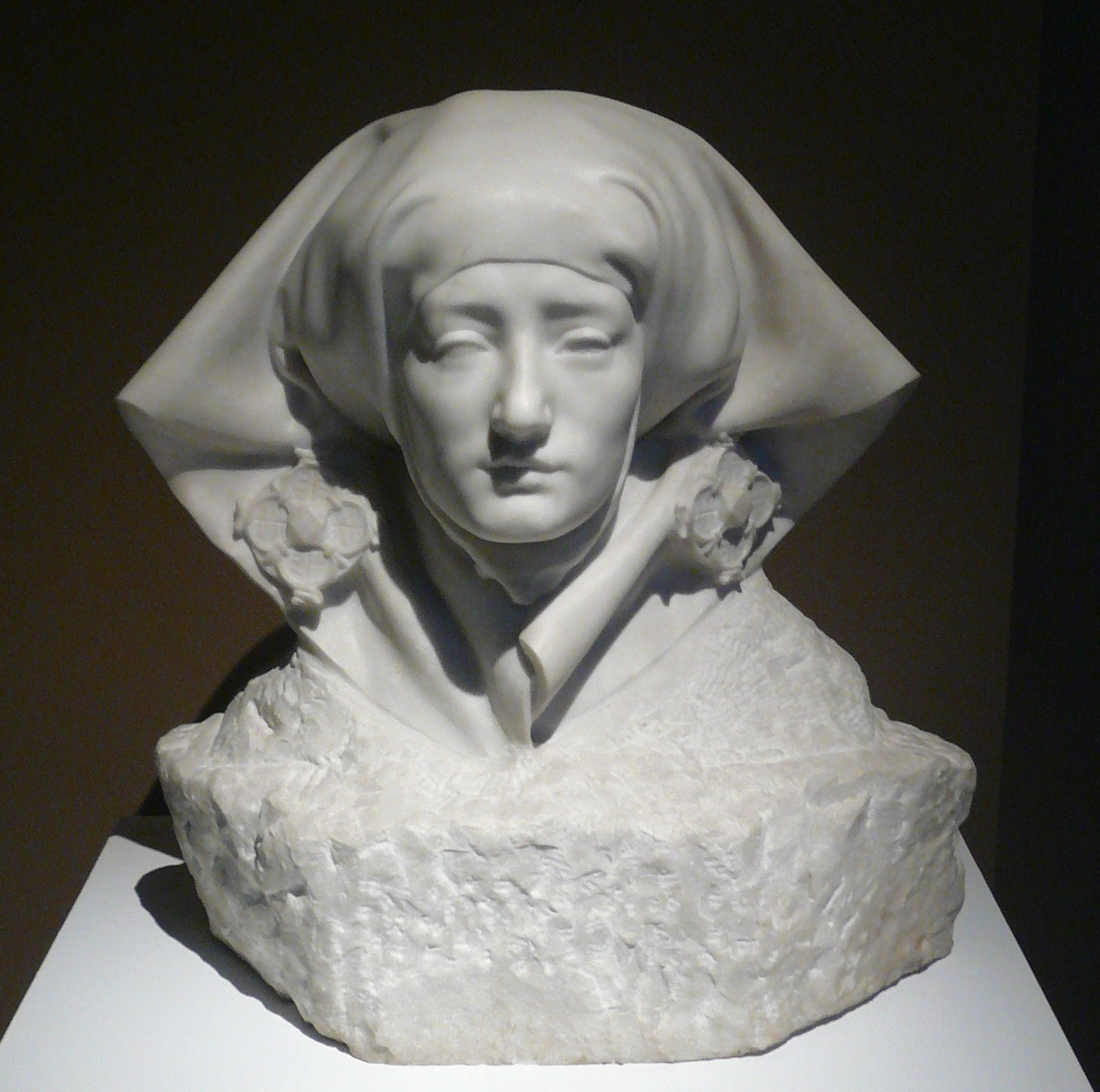
Jean Boucher, Buste d'Anne de Bretagne, 1915.

## Bibliothèque
La bibliothèque du musée des Beaux-Arts propose un fonds d'étude spécialisé en histoire de l'art et archéologie générale constitué de plus de 32 000 ouvrages.

## Directeurs et conservateurs
- 1798-1807 : Jean-Baptiste Paste, Pierre Quéru de La Coste et Christian-Louis-Marie Colin de La Biochaye.
- 1807-1836 : Antoine Logerot.
- 1836-1846 : Jean-François Desnoyer.
- 1848-1880 : Aristide Paillard.
- 1880-1885 : Edouard Vaumort.
- 1886-1887 : Jules Jan.
- 1888-1898 : Charles Lenoir.
- 1899-1916 : Félix Lafond.
- 1917-1934 : Jules Ronsin.
- 1935-1948 : Pierre Galle.
- 1949-1968 : Marie Berhaut.
- 1969-1978 : François Bergot.
- 1969-1990 : Sylvie Blottière-Derrien, adjointe.
- 1977-1994 : Patrick Ramade, adjoint.
- 1979-1984 : Nicole Barbier.
- 1985-1995 : Jean Aubert.
- 1992-2002 : Valérie Lagier, adjointe.
- 1995 : François Coulon, adjoint, actif (intérim 1995 et 2001).
- 1995-2001 : Laurent Salomé.
- 2001-2011 : Francis Ribemont.
- 2003 : Laurence Imbernon, adjointe, active (intérim 2012).
- 2004-2005 : Patrick Daum, adjoint.
- 2006-2010 : Olivia Savatier, adjointe.
- 2012-2018 : Anne Dary.
- 2012 décembre : Guillaume Kazerouni, adjoint.
- 2019 janvier : Jean Roch Bouiller.

## Acquisitions
Un modèle réduit du Monument à Louis XIV d'Antoine Coysevox (monument fondu au moment de la Révolution). Ce bronze, d'une hauteur de 94 cm, datant des années 1690, était la propriété d'un aristocrate britannique. La statue était jusqu'alors connue qu'à travers les gravures et dessins de « l'ingénieur du Roy » Jean-François Huguet. Un appel au mécénat d'entreprise a été lancé le 19 juillet 2020 par le Ministère de la Culture afin de financer l'acquisition de la statue à hauteur de 2 370 000 euros pour enrichir les collections du  musée des Beaux-arts de Rennes. La statue a pu être acquise par la ville de Rennes, grâce au mécénat d'entreprise du groupe agroalimentaire breton Norac et a rejoint le 17 septembre 2022 les collections du musée.

## Fréquentation
Pour des raisons techniques, il est temporairement impossible d'afficher le graphique qui aurait dû être présenté ici.